# Audi TT
El Audi TT es un automóvil deportivo producido por el fabricante alemán Audi AG. Se ha ofrecido en carrocerías cupé y roadster. Las primeras dos generaciones se ensamblaron en la subsidiaria ubicada en Győr, Hungría, usando carrocerías fabricadas y pintadas en la planta de Audi en Ingolstadt; y con partes hechas completamente por la fábrica húngara para la tercera generación.
Para cada una de las tres generaciones ha empleado la plataforma "A" del Grupo Volkswagen, comenzando con la PQ34 proveniente del A4. Como resultado de esto, tiene un esquema de tren motriz y de suspensión idéntico al de sus compañeros de plataforma, incluyendo un motor delantero transversal, con tracción delantera, o bien, la tracción integral Quattro, así como suspensión independiente tipo MacPherson.
La abreviación TT significa Tourist Trophy, derivado de la tradicional carrera de motociclismo, llamada TT Isla de Man.
En la conferencia anual de Audi en 2019, el director general Abraham Schot dio a conocer que el coche debía ajustarse en el marco de una reorientación de los modelos de la marca, para posiblemente pasar a ser o ser reemplazado por un coche eléctrico.

## Primera generación (1998-2006)

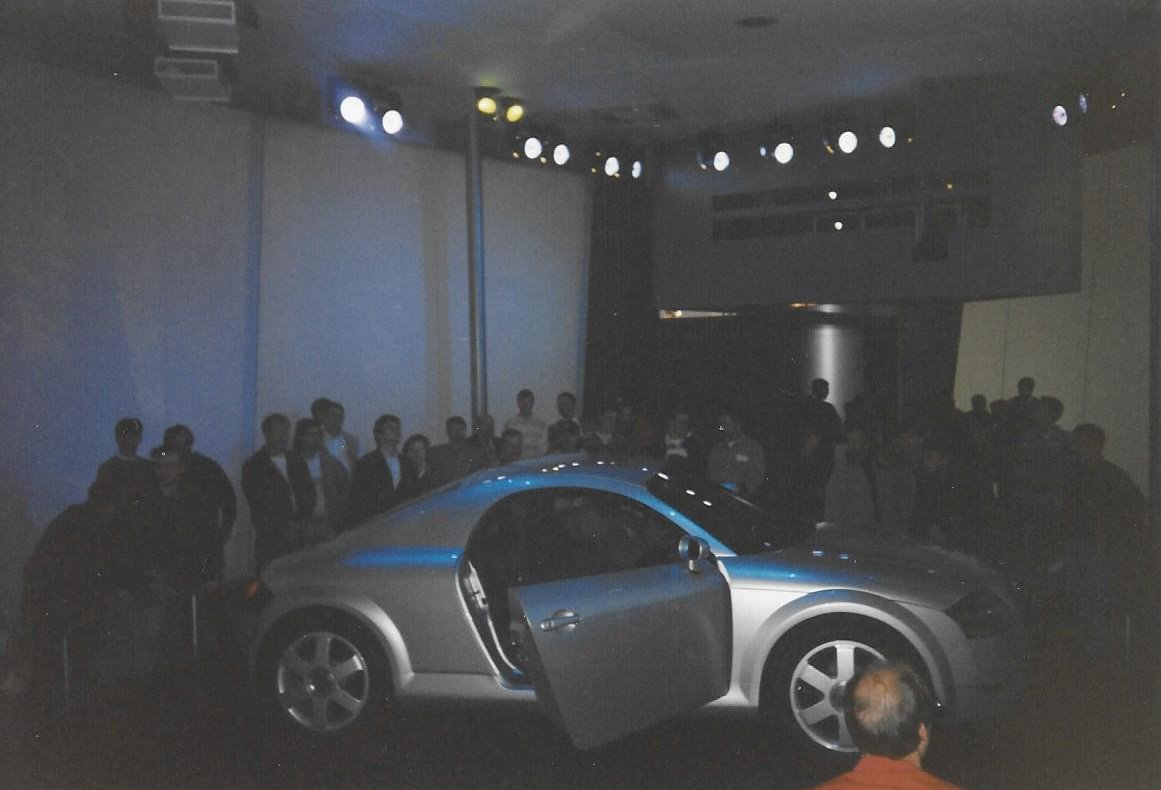
Prototipo del TT en el Salón del Automóvil de Fráncfort de 1995

El desarrollo del Audi TT comenzó en septiembre de 1994 en el centro de diseño de Simi Valley (California) a partir de un diseño de Freeman Thomas. Del interior se encargó Romulus Rost. El líder del departamento de diseño de Audi era Peter Schreyer. Un año después se presentó al público un prototipo del Audi TT Coupé en el Salón del Automóvil de Fráncfort. Posteriormente, ese mismo año siguió la presentación del prototipo del Roadster en el Salón del Automóvil de Tokio con el nombre de TTS, de uso ya abandonado por NSU Motorenwerke AG en el NSU Prinz. La respuesta positiva de los visitantes y de los periodistas de revistas automotrices llevó a Audi a tomar la decisión de fabricar el prototipo, únicamente con cambios ligeros de diseño. Después de solamente tres años de tiempo de desarrollo, llegó al mercado en el otoño de 1998: el Coupé con un motor turbo de 1798 cm³ (1,8 L; 109,7 plg³) y opcionalmente de 180 a 225 CV (178 a 222 HP) (132 a 165 kW) basándose en la plataforma del Volkswagen Golf IV. En el otoño de 1999 se presentó el TTS como TT Roadster.
En los modelos de Audi TT se derivan sus nombres de la exitosa tradición de DKW (Auto Union) y de NSU en el TT Isla de Man (Tourist Trophy), una competición para motociclistas que ganaron en sus respectivas categorías Ewald Kluge en 1938 con una DKW con motor de válvula rotativa, así como los pilotos de NSU Werner Haas y Rupert Hollaus en 1954. Ocasionalmente también se acreditaba la abreviación TT a Tradición y Tecnología (en alemán: Tradition und Technik).

### Diseño

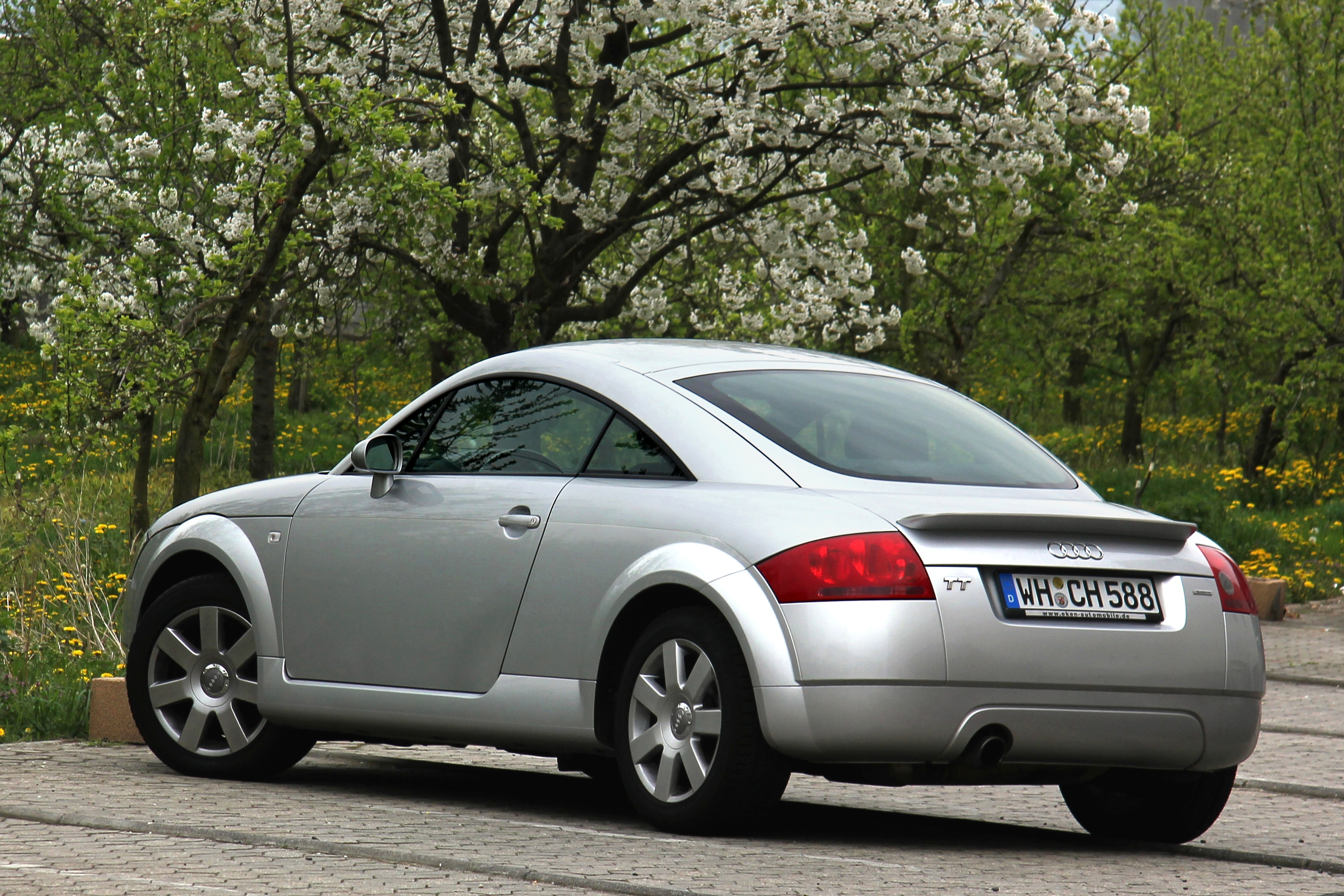
Vista trasera en 2013

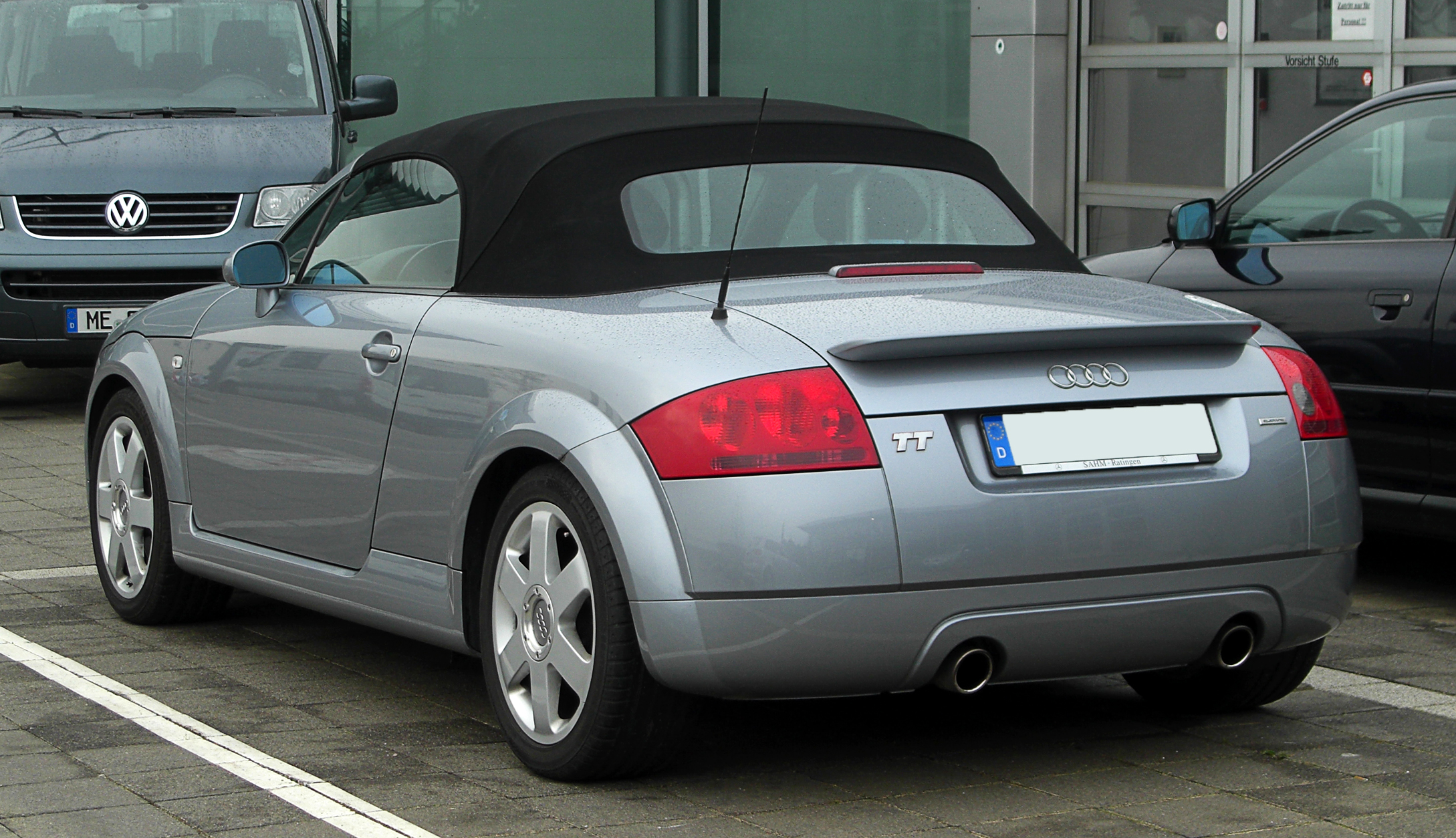
Vista trasea del rediseño del 8N roadster en 2011

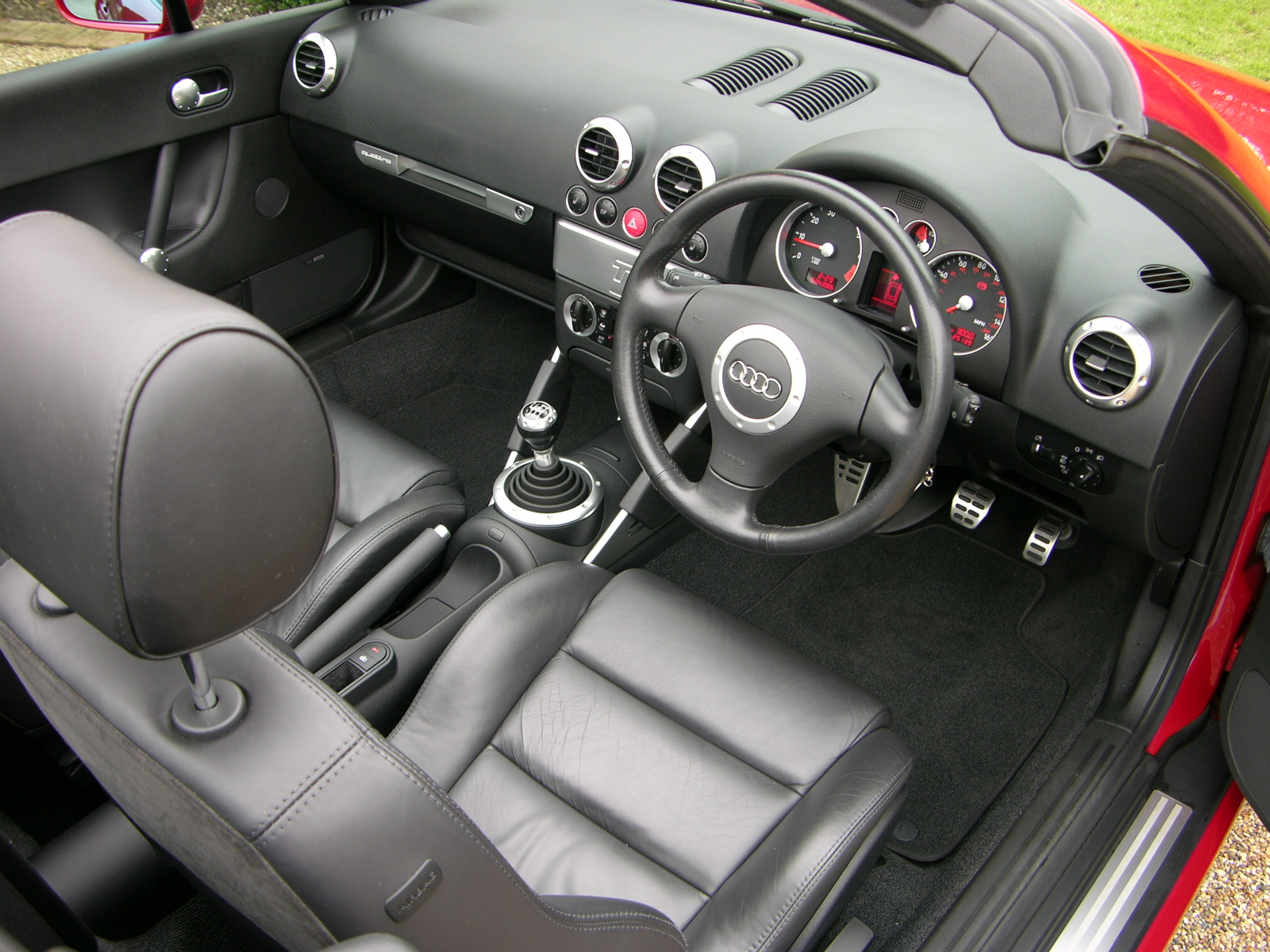
Interior de un roadster rojo Misano de 225 CV de 2001

La estilización del TT es vista por muchos como un momento clave en el diseño. Desde su introducción como prototipo en 1995 y como coche de producción en 1998, el diseño fue visto como audaz, innovador y revolucionario. Mientras el coche tomó prestado algunos elementos de diseño de vehículos anteriores, el diseño en general fue considerado por muchos como verdaderamente único. A pesar de sus suaves curvas tan atractivas, el diseño no lleva a aerodinámicas revolucionarias, ya que su coeficiente de arrastre era en realidad relativamente alto, de 0.35, pero con su distintivo diseño, carrocería redondeada, gran uso de aluminio anodizado expuesto y ausencia de defensas definidas, representó una desviación de mucha de las tendencias de estilo que dominaban el mercado automotriz en aquella época.
El modelo de producción con designación interna Typ 8N fue lanzado con carrocería cupé en septiembre de 1998, seguido por el roadster en agosto de 1999, basado en la plataforma "A" de Volkswagen usada en el Volkswagen Golf IV, Audi A3, SEAT León I, entre otros. Las diferencias con el prototipo son las defensas y la adición de ventanas en los cuartos traseros detrás de las puertas. La producción en la fábrica comenzó en octubre de 1998.
Todos los modelos TT fueron llamados a revisión a finales de 1999 y principios de 2000 siguiendo inquietudes sobre el manejo del coche, el cual fue considerado inestable en giros a alta velocidad como resultado del sobreviraje por aceleración. Se efectuaron varias modificaciones que fueron incorporadas subsecuentemente en todos los futuros modelos: se colocaron alerones traseros para reducir el alzamiento y configuración de la suspensión modificada para aumentar el subviraje. La oferta de los motores de cuatro cilindros originales fue complementada con un VR6 de 3189 cm³ (3,2 L; 194,6 plg³) de 250 CV (247 HP; 184 kW) al principio de 2003, el cual venía con el sistema de tracción total Quattro. 
Fue nominado al premio North American Car of the Year del año 2000. También estuvo en la Lista de los Mejores Diez de la revista Car and Driver en 2000 y 2001. Para 2003, Audi le dio un rediseño, con una serie de mejoras pequeñas de estilo y practicidad.

### Producción
La primera generación 8N se produjo de 1998 a 2006 casi por completo en la fábrica de Győr, Hungría.
La producción de la primera generación tipo 8N terminó en junio de 2006.

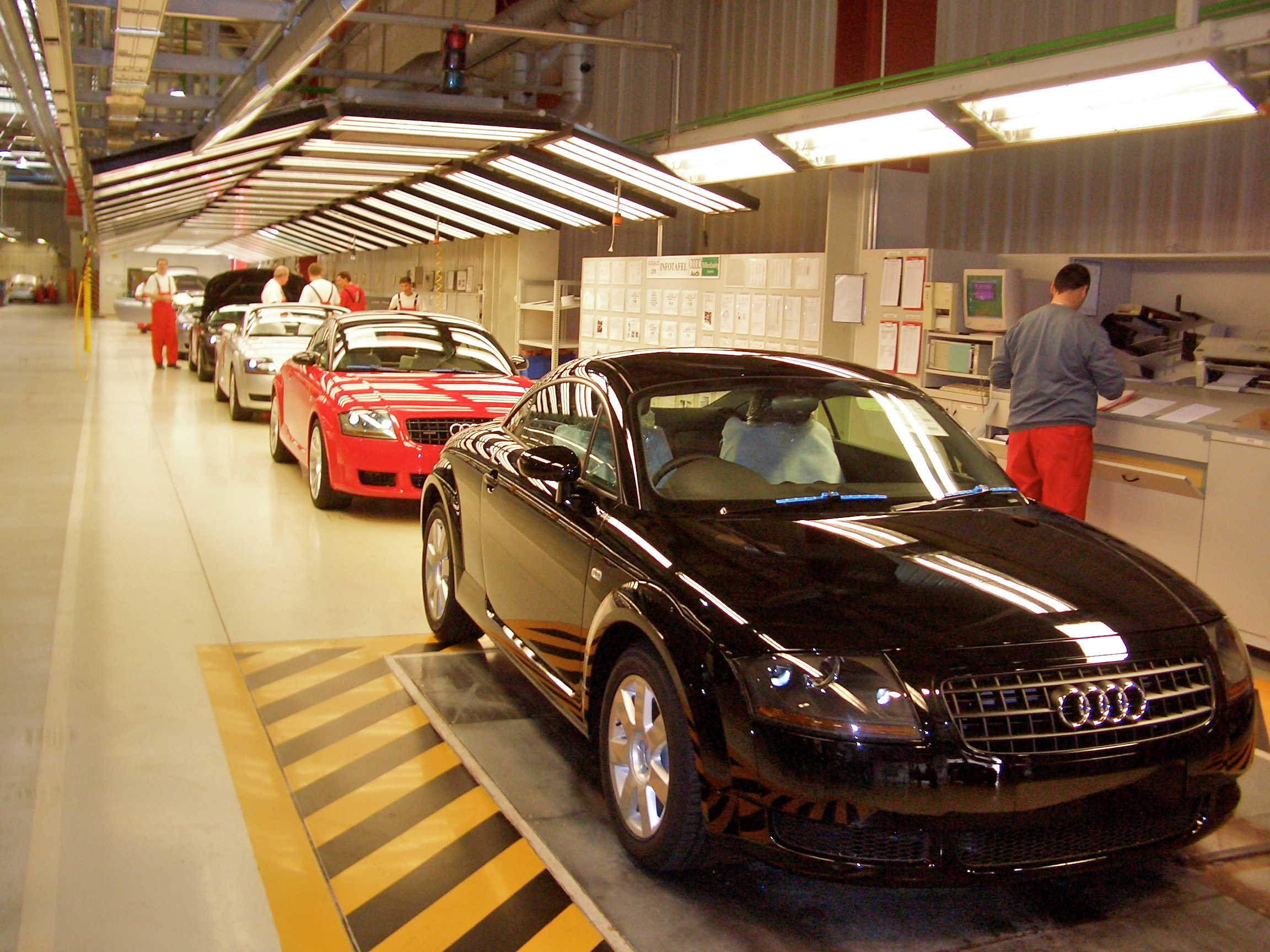
Control final en Győr
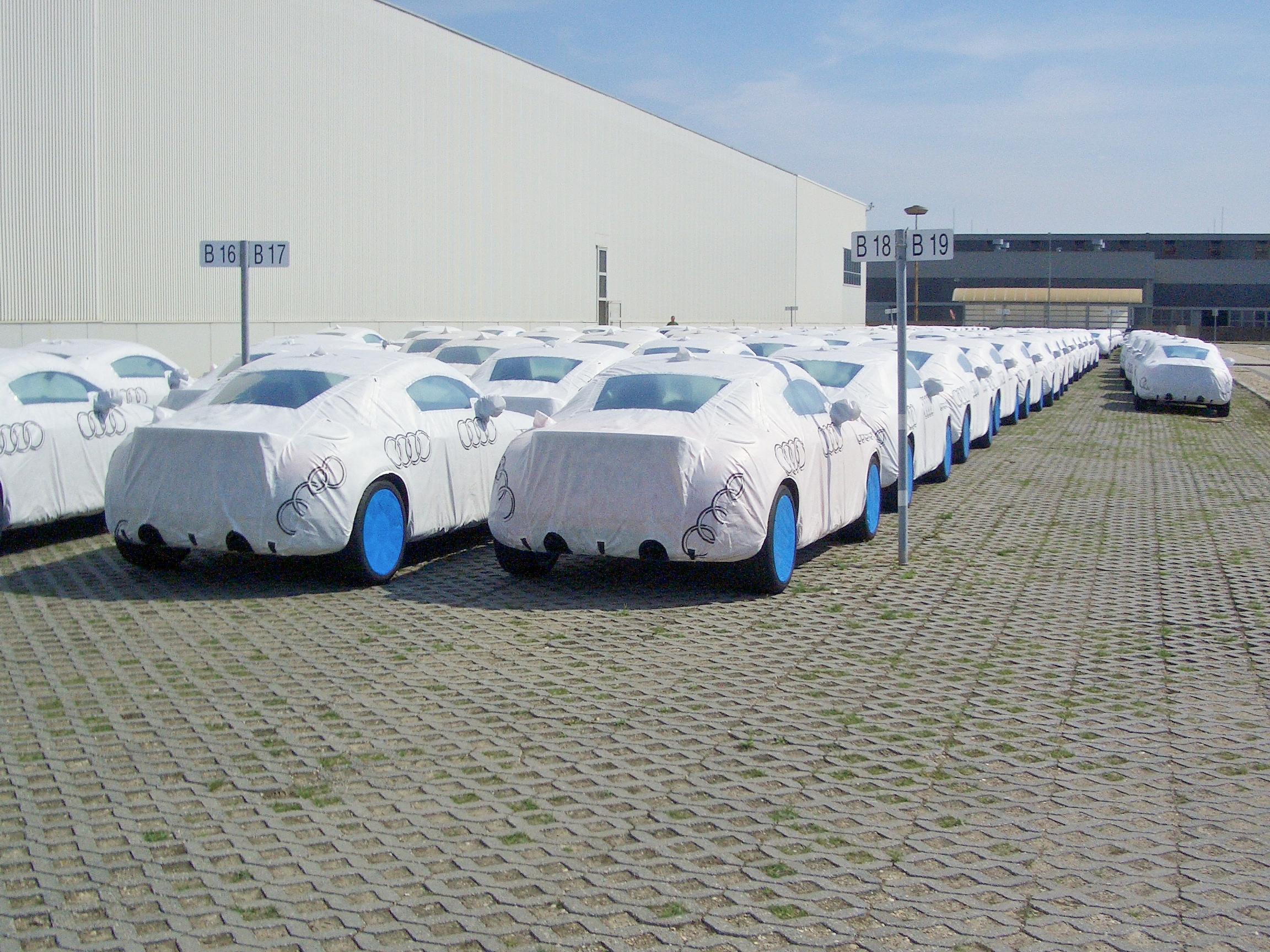
Modelos listos para su transporte en Győr

### Rediseño

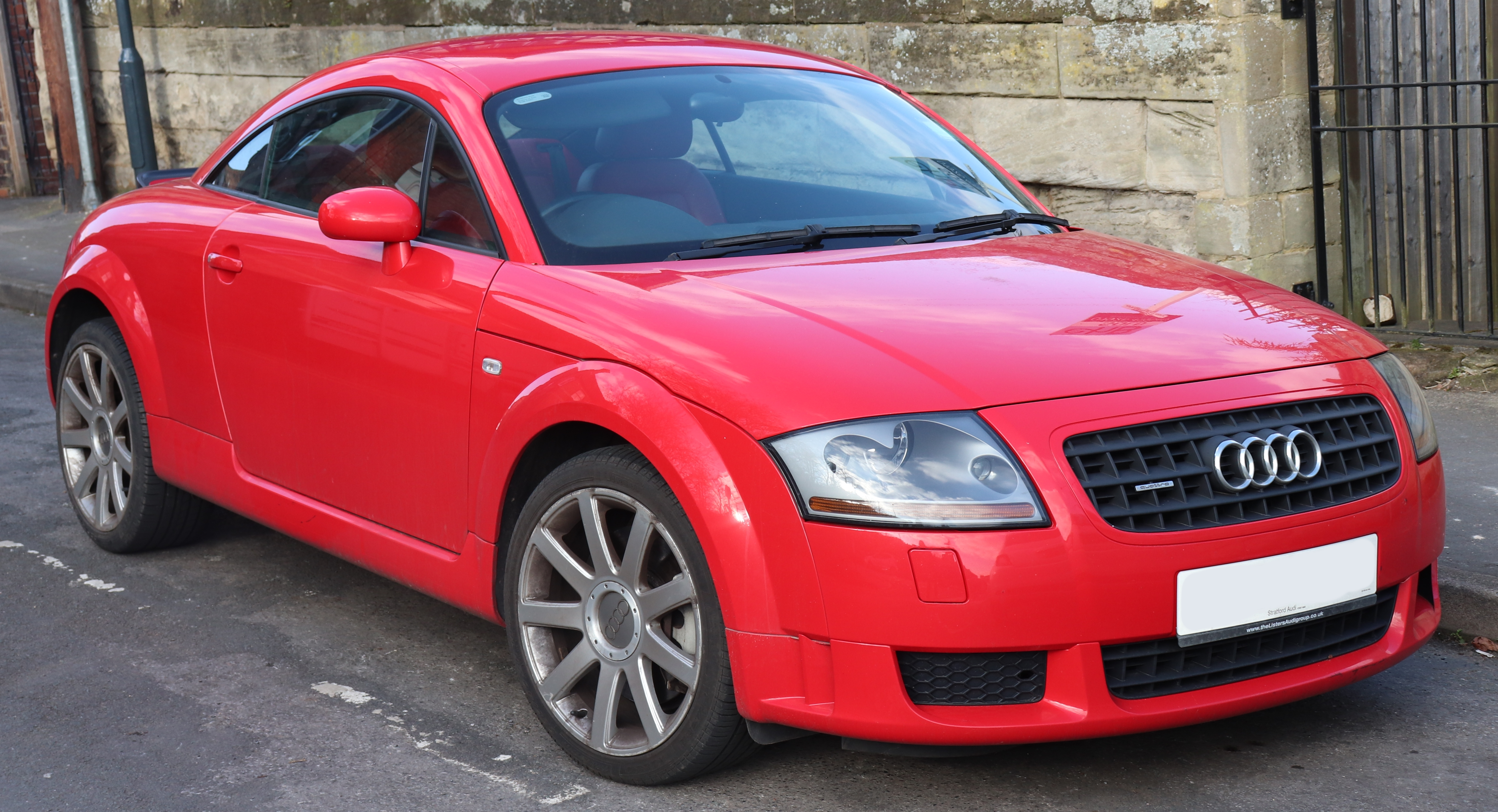
Quattro 3.2 de 2005

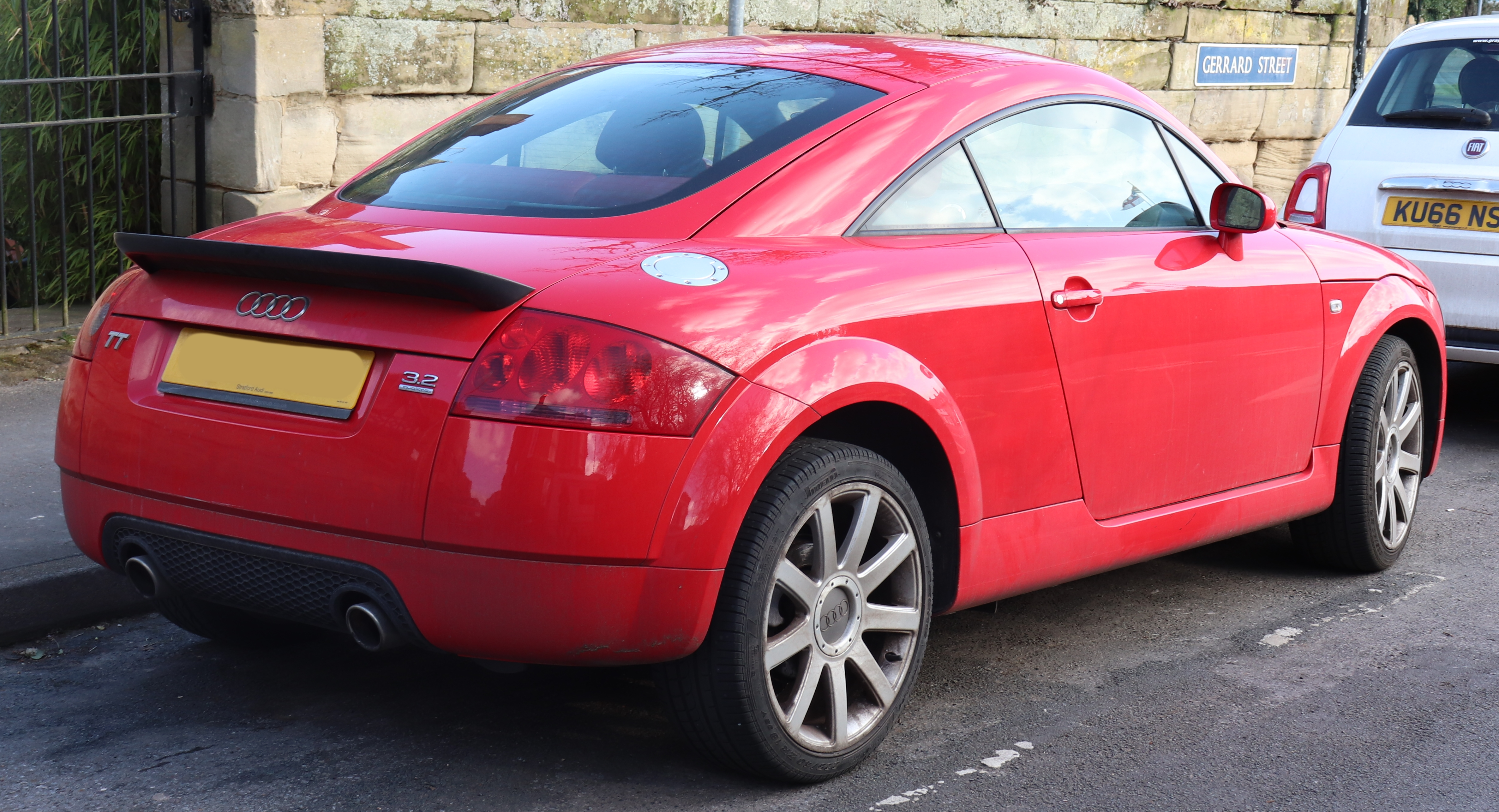
Vista trasera

A comienzos de 2000, la fábrica modificó algunos elementos de la carrocería. Todos los modelos recibieron un spoiler trasero pequeño y control de estabilidad electrónico.
En septiembre de 2005 se mejoraron las variantes de motor más pequeñas. La potencia subió de 150 a 163 CV (148 a 161 HP) (110 a 120 kW); y de 132 kW a 140 kW 180 a 190 CV (178 a 187 HP) (132 a 140 kW). El par máximo se incrementó de 210 a 225 N·m (155 a 166 lb·pie) o de 235 a 240 N·m (173 a 177 lb·pie). El precio de los modelos base no se vio afectado.
A partir de agosto de 2003 se ofreció también con un VR6 de 3189 cm³ (3,2 L; 194,6 plg³), conocido del Golf R32 y solamente se podía combinar con una transmisión de doble embrague DSG. En el TT el VR6 produce 250 CV (247 HP; 184 kW).
En abril de 2005 llegó al mercado la edición especial TT Quattro Sport. En esta versión el motor turbo de 1798 cm³ (1,8 L; 109,7 plg³) prestaba, a través de una presión de carga más alta, 240 CV (237 HP; 177 kW), de manera que esta versión era la más potente del TT con motor turbo. La distribución de peso se optimizó, pues la batería se llevó a la parte trasera como en el modelo VR6. Además de eso, se redujo el peso en cerca de 75 kg (165 libras), pues renunció a los asientos traseros y adelante se instalaron asientos envolventes más ligeros. Todo esto significó un mejor desempeño en carretera que el VR6.

### Motorizaciones

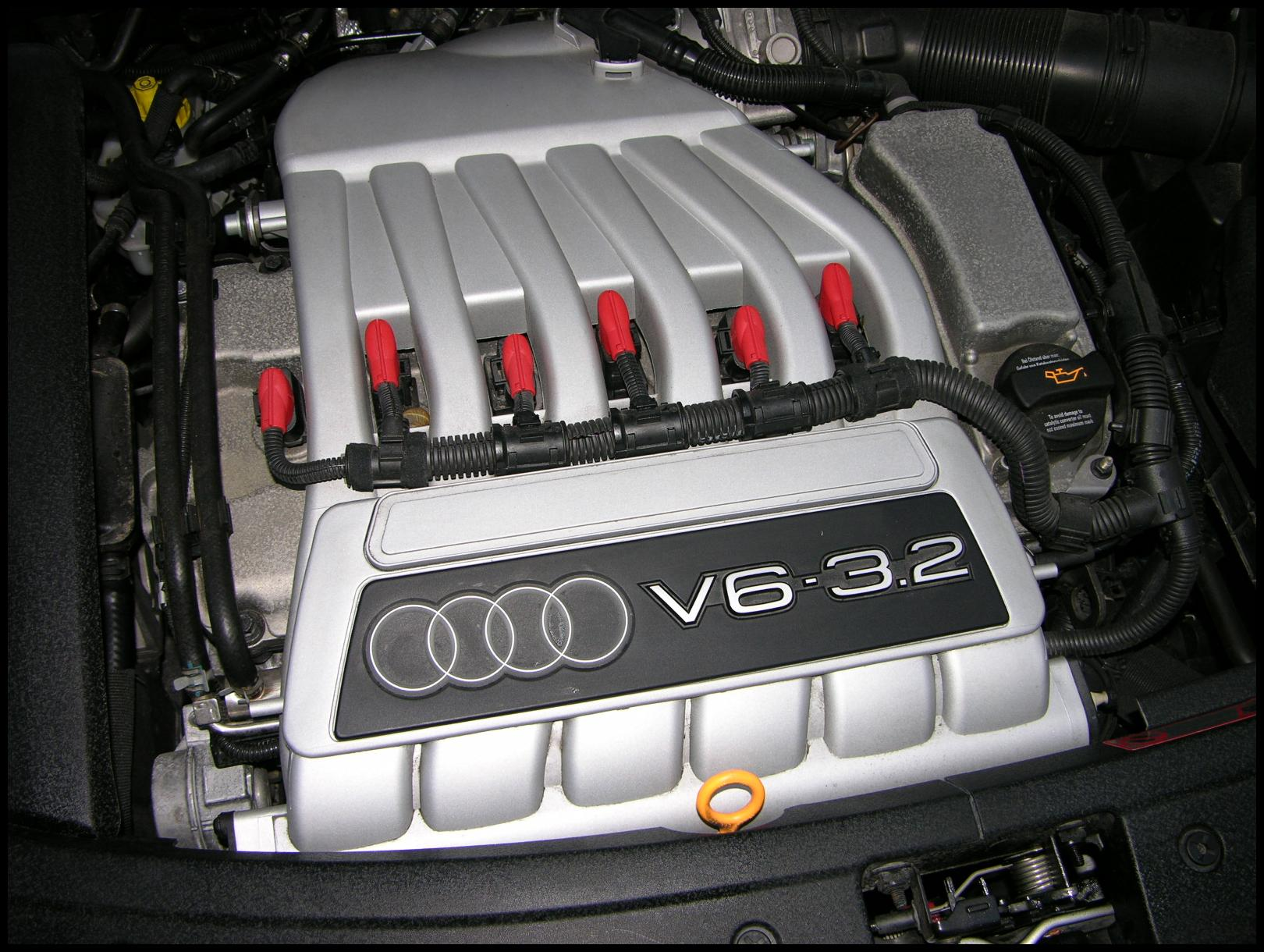
VR6 3.2 de un roadster

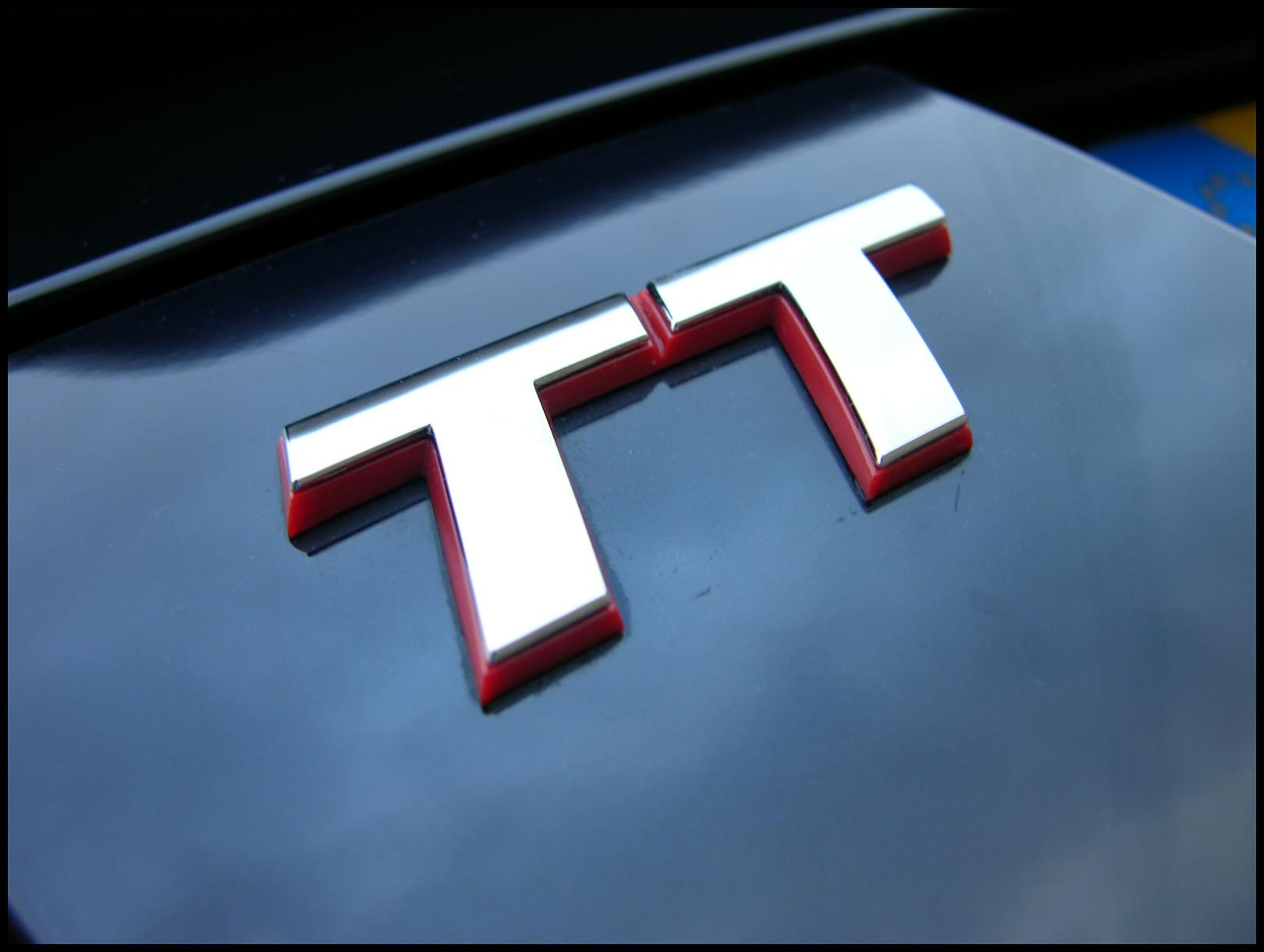
Logotipo en un 3.2 Roadster

Mecánicamente comparte una configuración de tren motriz idéntica a sus compañeros del Grupo Volkswagen relacionados. Utiliza un motor montado transversalmente de tracción delantera o integral Quattro disponible de manera opcional. Primero estuvo disponible con un motor de cuatro cilindros en línea de 1798 cm³ (1,8 L; 109,7 plg³) turbo: uno entregaba 180 CV (178 HP; 132 kW) y otro de 225 CV (222 HP; 165 kW). Estos motores comparten el mismo diseño fundamental, pero la versión más potente tiene un turbo K04 más grande, mientras que la versión menos potente estaba equipado con un K03S más pequeño, ambos con un intercooler adicional en el lado izquierdo, unos pasadores de pistón de 20 mm (0,8 pulgadas) más largos, un sistema de escape doble, un múltiple de admisión con entrada en el lado del piloto y otros componentes internos diseñados para adaptar el incremento en potencia de aproximadamente 10 libras por pulgada cuadrada (0,7 bar; 68,9 kPa) pico, a 15 libras por pulgada cuadrada (1,1 bar; 103,4 kPa). Un sistema de tracción con embrague Haldex permite la tracción integral, comercializada como "Quattro" de manera opcional en el motor menos potente, la cual es estándar en la versión más potente.
El rango original de motores se complementó a principios de 2003 con un VR6 de 3189 cm³ (3,2 L; 194,6 plg³) con 250 CV (247 HP; 184 kW) y un par máximo de 320 N·m (236 lb·pie), que venía de serie con el sistema de tracción total Quattro. En julio de 2003 estrenó una transmisión de doble embrague llamada DSG, la cual mejora la aceleración mediante una drástica reducción en el tiempo para el cambio de marcha.
Estuvo disponible con un motor de cuatro cilindros turbo de 1798 cm³ (1,8 L; 109,7 plg³). Durante los primeros dos años de producción, tanto los modelos de tracción delantera como los Quattro tenían como característica una versión de 180 CV (178 HP; 132 kW) de este motor. En 1999 se lanzó un modelo Quattro más potente, el cual fue potenciado a 225 CV (222 HP; 165 kW) que comparte el mismo diseño básico, pero con un turbo más grande, un intercooler adicional en el lado del piloto, bielas forjadas, sistema de escape doble y algunos otros ajustes internos diseñados para soportar el aumento de presión del turbo de 10 a 15 psi (0,7 a 1,1 bar) (68,9 a 103,4 kPa).
Audi había desarrollado el TT con algunas notables mejoras, incluyendo un modelo "Quattro Sport" aligerado y con un aumento de potencia a 240 CV (237 HP; 177 kW), con el que podía alcanzar una velocidad máxima de 250 km/h (155 mph) limitada electrónicamente.
| Todos de gasolina                     | 1.8 T                                                     | 1.8 T                                                     | 1.8 T                                                     | 1.8 T                                                     | 1.8 T                                                     | 1.8 T                                | 3.2 Quattro                                               |
| ------------------------------------- | --------------------------------------------------------- | --------------------------------------------------------- | --------------------------------------------------------- | --------------------------------------------------------- | --------------------------------------------------------- | ------------------------------------ | --------------------------------------------------------- |
| Tipo de motor                         | 4 cilindros en línea                                      | 4 cilindros en línea                                      | 4 cilindros en línea                                      | 4 cilindros en línea                                      | 4 cilindros en línea                                      | 4 cilindros en línea                 | VR6                                                       |
| Distribución                          | DOHC 20 válvulas                                          | DOHC 20 válvulas                                          | DOHC 20 válvulas                                          | DOHC 20 válvulas                                          | DOHC 20 válvulas                                          | DOHC 20 válvulas                     | DOHC 24 válvulas                                          |
| Identificación del motor              | AGU, ARZ, ARX, AUM, AQA                                   | BVP                                                       | AJQ, APP, ARY, AUQ                                        | BVR                                                       | APX (hasta 2001), BAM (desde 2001)                        | BFV                                  | BDB, BMJ, BUB                                             |
| Aspiración                            | Turbo                                                     | Turbo                                                     | Turbo                                                     | Turbo                                                     | Turbo                                                     | Turbo                                | Natural                                                   |
| Diámetro x carrera                    | 81 x 86,4 mm (3,19 x 3,40 pulgadas)                       | 81 x 86,4 mm (3,19 x 3,40 pulgadas)                       | 81 x 86,4 mm (3,19 x 3,40 pulgadas)                       | 81 x 86,4 mm (3,19 x 3,40 pulgadas)                       | 81 x 86,4 mm (3,19 x 3,40 pulgadas)                       | 81 x 86,4 mm (3,19 x 3,40 pulgadas)  | 84 x 95,9 mm (3,31 x 3,78 pulgadas)                       |
| Cilindrada                            | 1781 cm³ (1,8 L; 108,7 plg³)                              | 1781 cm³ (1,8 L; 108,7 plg³)                              | 1781 cm³ (1,8 L; 108,7 plg³)                              | 1781 cm³ (1,8 L; 108,7 plg³)                              | 1781 cm³ (1,8 L; 108,7 plg³)                              | 1781 cm³ (1,8 L; 108,7 plg³)         | 3189 cm³ (3,2 L; 194,6 plg³)                              |
| Relación de compresión                | 9.5: 1                                                    | 9.5: 1                                                    | 9.5: 1                                                    | 9.5: 1                                                    | 9.0: 1                                                    | 9.0: 1                               | 11.3: 1                                                   |
| Potencia máxima                       | 150 CV (148 HP; 110 kW) @ 5700 rpm                        | 163 CV (161 HP; 120 kW) @ 5700 rpm                        | 180 CV (178 HP; 132 kW) @ 5500 rpm                        | 190 CV (187 HP; 140 kW) @ 5700 rpm                        | 225 CV (222 HP; 165 kW) @ 5900 rpm                        | 240 CV (237 HP; 177 kW) @ 5700 rpm   | 250 CV (247 HP; 184 kW) @ 6300 rpm                        |
| Par máximo                            | 210 N·m (155 lb·pie) @ 1750-4600 rpm                      | 225 N·m (166 lb·pie) @ 1950-4700 rpm                      | 235 N·m (173 lb·pie) @ 1950-5000 rpm                      | 240 N·m (177 lb·pie) @ 1980-5400 rpm                      | 280 N·m (207 lb·pie) @ 2200-5500 rpm                      | 320 N·m (236 lb·pie) @ 2300-5000 rpm | 320 N·m (236 lb·pie) @ 2800-3200 rpm                      |
| Peso                                  | 1280 a 1340 kg (2822 a 2954 libras)                       | 1280 a 1340 kg (2822 a 2954 libras)                       | 1280 a 1465 kg (2822 a 3230 libras)                       | 1280 a 1465 kg (2822 a 3230 libras)                       | 1465 a 1515 kg (3230 a 3340 libras)                       | 1390 kg (3064 libras)                | 1490 a 1560 kg (3285 a 3439 libras)                       |
| Aceleración 0 a 100 km/h (0 a 62 mph) | 8.6-8.9 segundos                                          | 8.0-8.2 segundos                                          | 7.8-8.4 segundos                                          | 7.0-7.7 segundos                                          | 6.6-6.9 segundos                                          | 5.9 segundos                         | 6.4-6.7 segundos                                          |
| Velocidad máxima                      | 220 km/h (137 mph)                                        | 224 km/h (139 mph)                                        | 228 km/h (142 mph)                                        | 234 km/h (145 mph)                                        | 243 km/h (151 mph)                                        | 250 km/h (155 mph)                   | 250 km/h (155 mph)                                        |
| Consumo combinado                     | 8,1 a 8,2 L/100 km (12,3 a 12,2 km/L) (29,0 a 28,7 mpgAm) | 8,1 a 8,2 L/100 km (12,3 a 12,2 km/L) (29,0 a 28,7 mpgAm) | 8,1 a 9,5 L/100 km (12,3 a 10,5 km/L) (29,0 a 24,8 mpgAm) | 8,1 a 9,5 L/100 km (12,3 a 10,5 km/L) (29,0 a 24,8 mpgAm) | 9,2 a 9,4 L/100 km (10,9 a 10,6 km/L) (25,6 a 25,0 mpgAm) | 9,3 L/100 km (10,8 km/L; 25,3 mpgAm) | 9,8 a 10,6 L/100 km (10,2 a 9,4 km/L) (24,0 a 22,2 mpgAm) |

## Segunda generación (2006-2014)

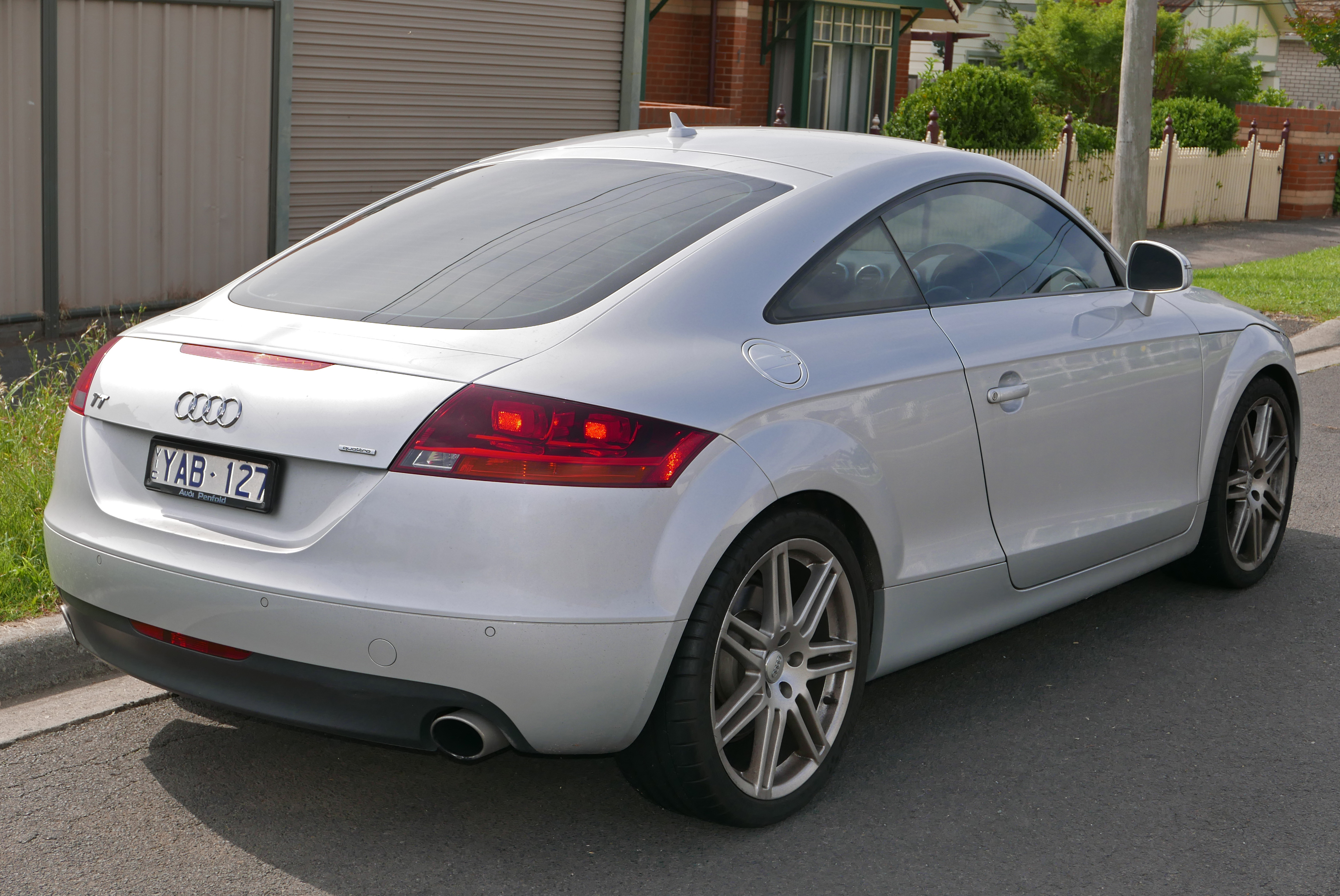
Vista trasera en 2015

Audi lanzó la segunda generación en 2006. Se presentó un prototipo llamado Audi Shooting Brake en el Salón del Automóvil de Tokio de 2005. Este presentaba un diseño angular y una carrocería tipo hatchback de tres puertas.
Se presentó la segunda generación con la designación interna Typ 8J, el 6 de abril de 2006 en la Puerta de Brandenburgo en Berlín, Alemania; y, posteriormente, también el 7 de abril de 2006 en el AMI de Leipzig.
Está construido de aluminio en la parte delantera y acero en la trasera para mejorar su balance. Ha estado disponible con tracción delantera o total. El coche de producción usa tanto el V6 de 3189 cm³ (3,2 L; 194,6 plg³) con 250 CV (247 HP; 184 kW), o bien, una versión del cuatro cilindros de inyección directa de 1984 cm³ (2 L; 121,1 plg³) con 200 CV (197 HP; 147 kW). Conocido como FSI, por sus siglas en inglés de Fuel Straight/Stratified Injection, esta tecnología fue derivada de los automóviles de competición de las 24 Horas de Le Mans. Una transmisión de seis velocidades es estándar, con la DSG como opcional y estándar con el V6 de tracción total Quattro.

### Tecnología

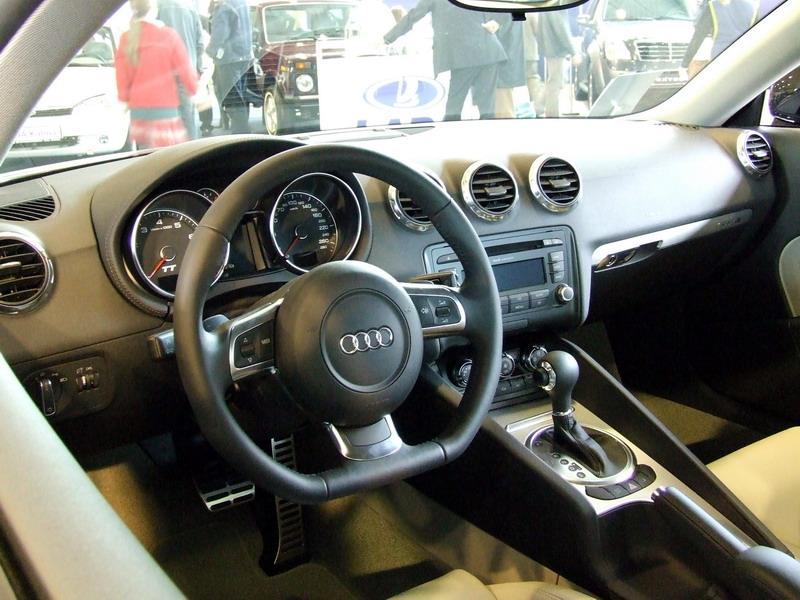
Interior del coupé 8J

El 8J ha sido desarrollado por completo desde la plataforma del Audi A3 8P presentado en 2003, misma en la cual se basaron del Volkswagen Golf V y el Volkswagen Touran I. Por lo tanto, se presentaron numerosas novedades tecnológicas: En esta segunda generación, estuvo disponible por primera vez el sistema de amortiguadores adaptables Audi Magnetic Ride de manera opcional. Adicionalmente se utiliza una evolución del ASF (Audi Space Frame), una combinación de material de aluminio y acero, que hace que el modelo sea a su vez más estable y ligero.
Al inicio estuvieron disponibles el cuatro cilindros en línea turbo de 1984 cm³ (2 L; 121,1 plg³) con 200 CV (197 HP; 147 kW), así como el VR6 de 3189 cm³ (3,2 L; 194,6 plg³) con 250 CV (247 HP; 184 kW), ambos acoplados a la transmisión de doble embrague]] S tronic, anteriormente DSG. Como motorización de entrada se presentó a principios de 2008 el recién desarrollado cuatro en línea de 1798 cm³ (1,8 L; 109,7 plg³) TFSI con 160 CV (158 HP; 118 kW) y, al mismo tiempo, también un motor diésel de 1968 cm³ (2 L; 120,1 plg³) con 170 CV (168 HP; 125 kW).
El 8J también presenta un spoiler rediseñado que preserva su imagen limpia cuando no está elevado. El spoiler se despliega automáticamente a velocidades mayores a los 125 km/h (78 mph) para incrementar la fuerza hacia abajo; y se retracta de nuevo por debajo 80 km/h (50 mph). El spoiler también puede controlarse manualmente por el piloto a través de un interruptor en la parte baja de la consola central. La operación manual por interruptor revierte la operación automática, es decir, el modo manual se cancela si la velocidad del coche supera el límite mencionado.

### Rediseño
En el Salón del automóvil International de 2010 se presentó el rediseño, que estuvo disponible en los concesionarios a finales de mayo de 2010.
Por fuera se cambió un poco tanto la parte frontal como trasera, los faros se retrabajaron y se ofrecían nuevas opciones de pintura. El interior mostró también cambios pequeños, como aplicaciones y nuevos colores.
La tecnología de motores tuvo más cambios: El VR6 de 3189 cm³ (3,2 L; 194,6 plg³) salió de la oferta y el cuatro cilindros TFSI de 1984 cm³ (2 L; 121,1 plg³) con 200 CV (197 HP; 147 kW), es decir, utilizó el mismo motor de los igualmente equipados en el Volkswagen Golf GTI VI, que Audi equipó en los A4/A5 con control de distribución de válvulas variable (VVT), en contraste con el motor en el Golf GTI, cuenta con 70 N·m (52 lb·pie) más de par máximo.

### TTS

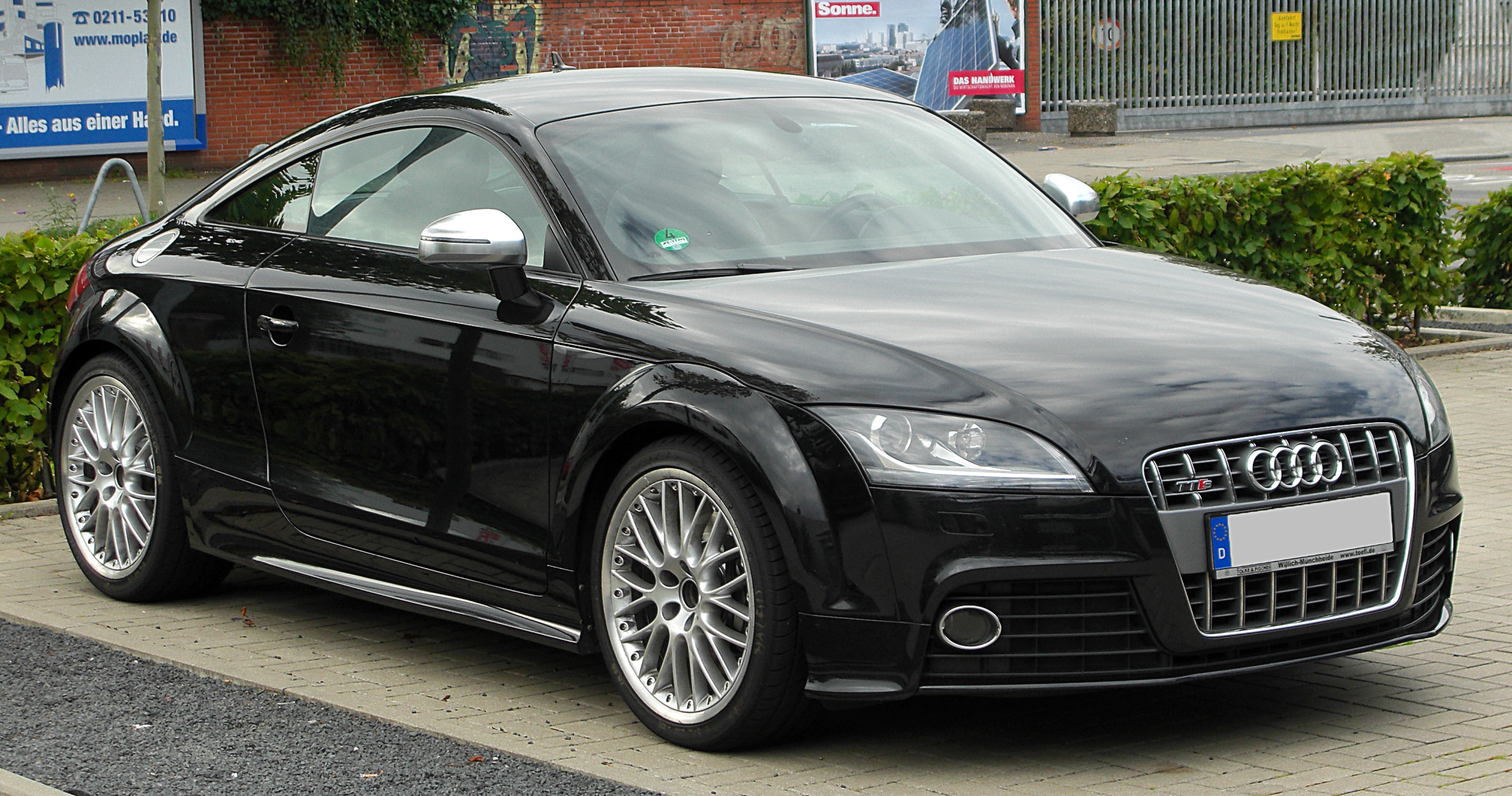
TTS Cupé en 2010

El TTS es la versión deportiva del TT. Es una reminiscencia del NSU TTS, se presentó en el segundo cuatrimestre de 2008 que cuenta con un motor de 1984 cm³ (2 L; 121,1 plg³) con 272 CV (268 HP; 200 kW) y tracción total. Pasa de 0 a 100 km/h (0 a 62 mph) en 5.3 segundos y la velocidad máxima está limitada electrónicamente a 250 km/h (155 mph). El ciclo de admisión general, el sistema de escape y el turbo se retrabajaron y así se optimizó o agrandó la sección transversal. De serie viene equipado con un chasis deportivo Magnetic-Ride. Las piezas de fijación se retrabajaron en su conjunto. El faldón delantero, el difusor trasero y los faldones laterales fueron especialmente diseñados para el TTS. Como es común en los modelos S de Audi, este tiene cubiertas de espejos en color aluminio. El sistema de escape es de doble flujo con cuatro escapes ovalados. Una compuerta del escape se encarga de respetar las normas establecidas por ley respecto al nivel de sonido en el interior. El control de estabilidad es ajustable en dos niveles, aunque no se deja apagar. Los faros se trazaron de manera diferente, los cuales tienen una luz de circulación diurna con doce unidades tipo led, además de una caja automática de seis marchas disponible o, de manera opcional, una de doble embrague S tronic. Además, tiene frenos de disco considerablemente más grandes, comparado con las variantes del modelo de menor potencia para que, a pesar de la entrega más alta, se contrarreste una disminución en la fuerza de frenado (fading) con una tensión más grande.

### TT RS

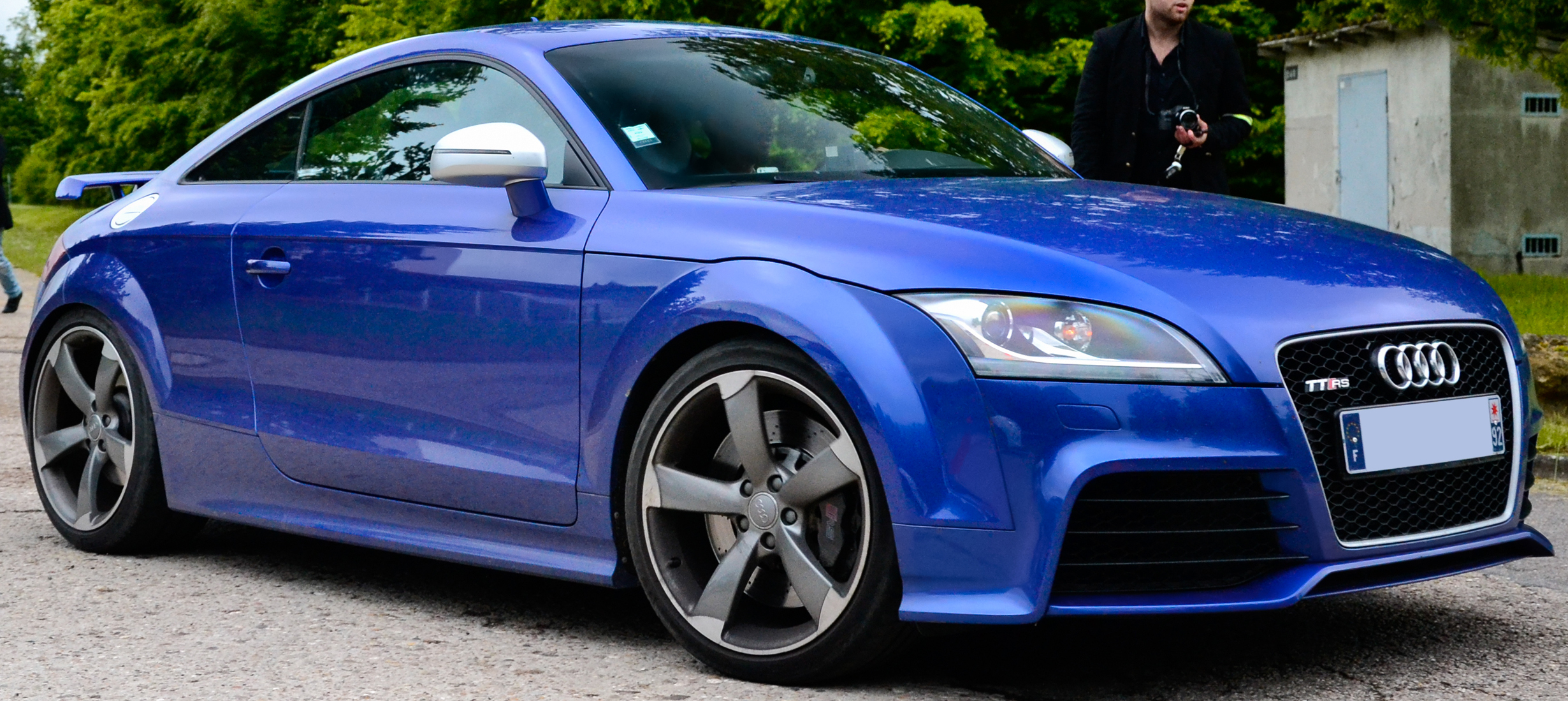
TT RS 8J

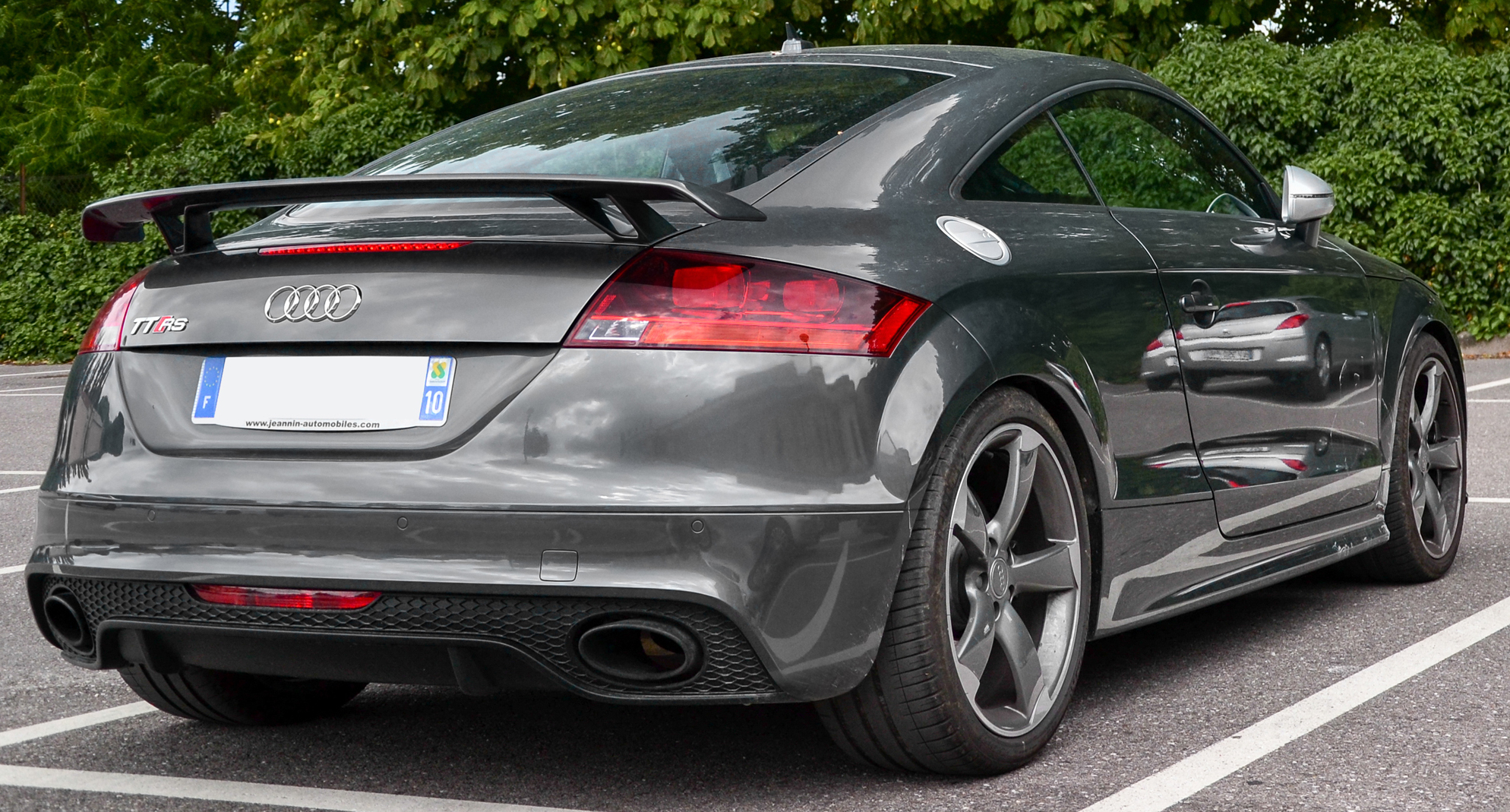
Vista trasera

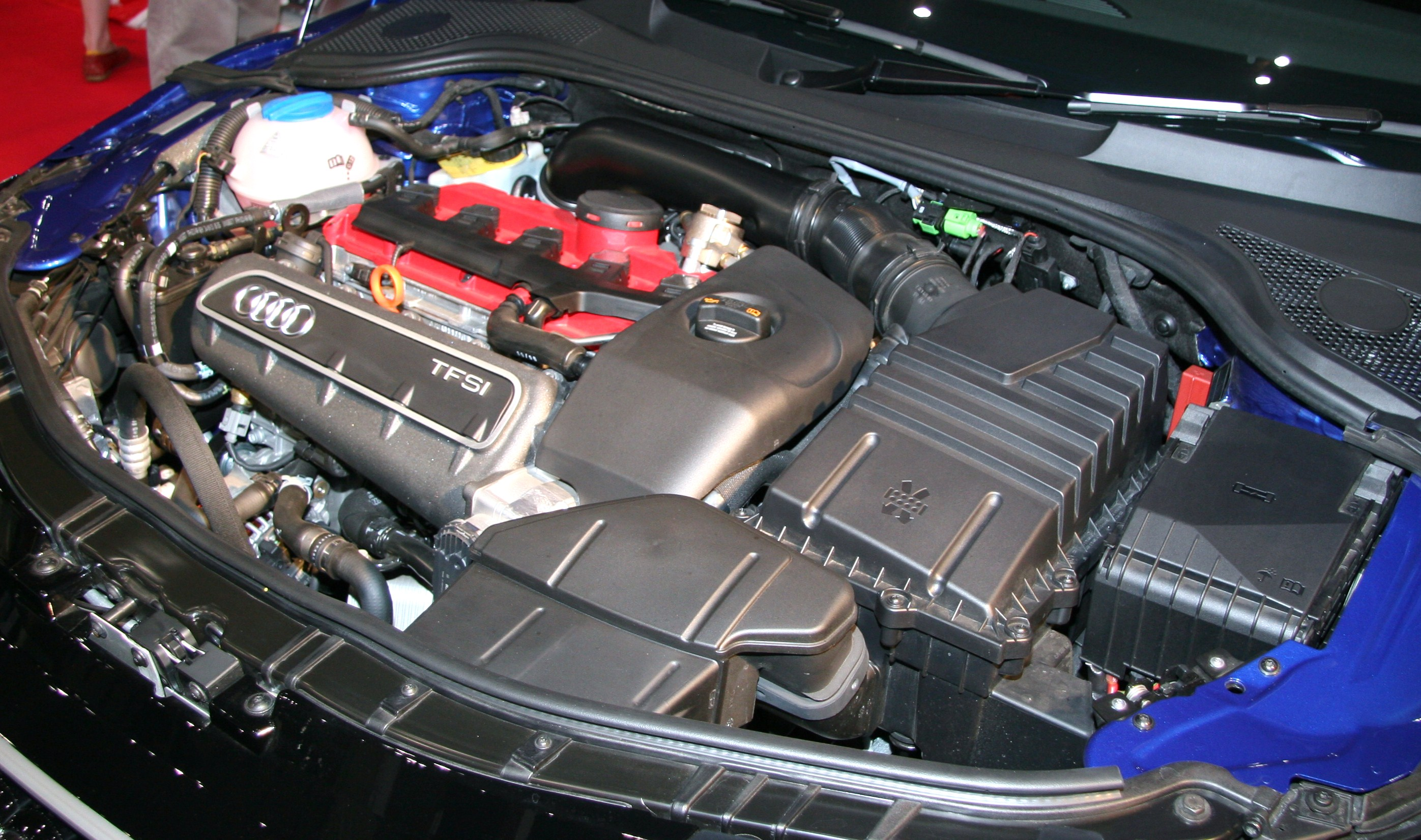
Vano motor

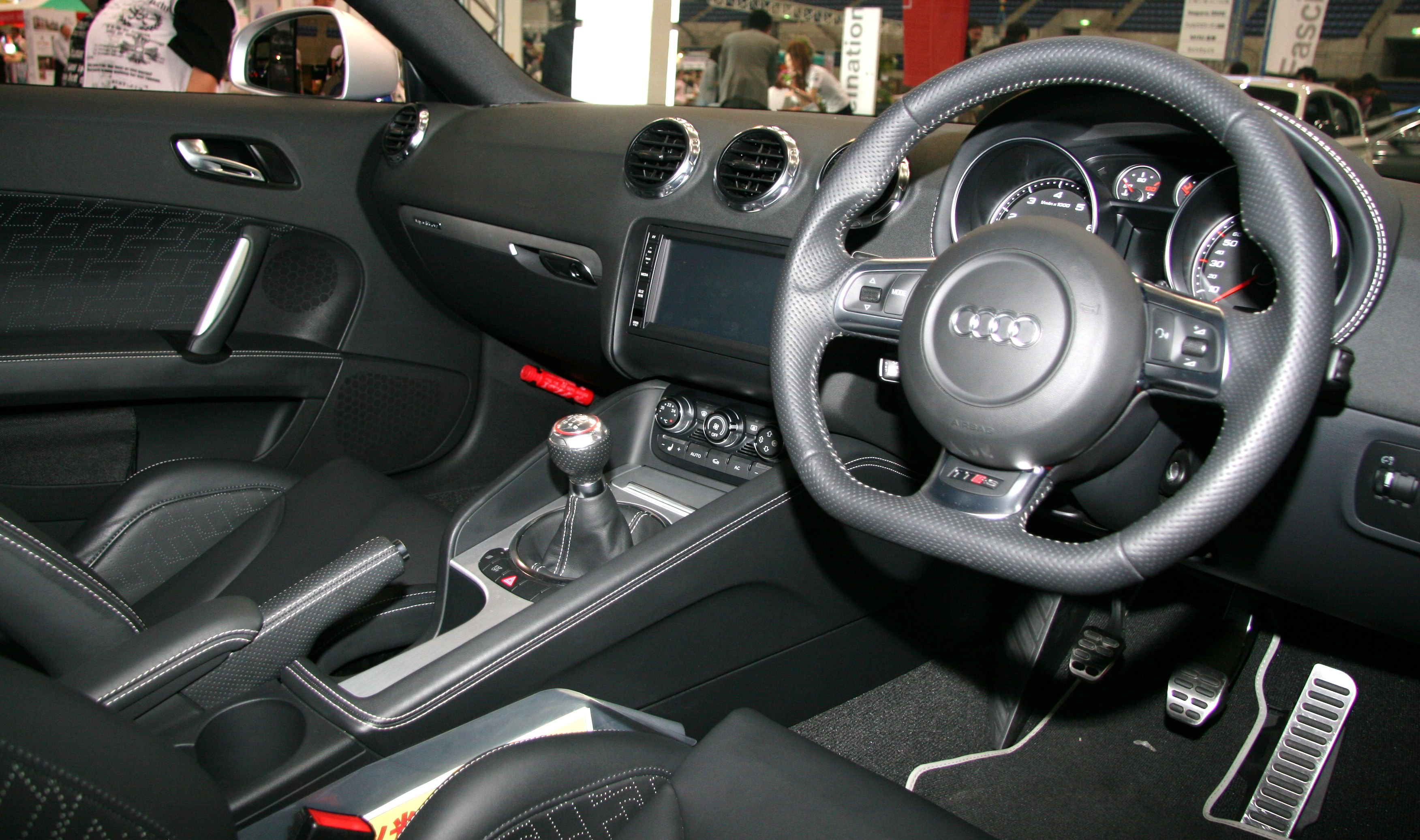
Vista del interior

El TT RS es la versión más potente del Audi TT 8J, ya que cuenta con un motor de cinco cilindros en línea TFSI de 2480 cm³ (2,5 L; 151,3 plg³) con 340 CV (335 HP; 250 kW), que incorpora la tracción total Quattro. En Estados Unidos, debido a la distinta normativa anticontaminación, se vendió de serie con una potencia de 360 CV (355 HP; 265 kW). Acelera de 0 a 100 km/h (0 a 62 mph) en 4.6 segundos y su velocidad máxima está limitada a 280 km/h (174 mph). Su consumo urbano es de 12,4 L/100 km (8,1 km/L; 19,0 mpgAm), extraurbano 6,4 L/100 km (15,6 km/L; 36,8 mpgAm) y el homologado mixto de 8,6 L/100 km (11,6 km/L; 27,4 mpgAm). Se presentó en el primer cuatrimestre de 2009.
Está equipado con grafito fundido de alta duración para el cárter, pistones de aluminio fundido, bielas forjadas, válvulas de escape huecas y en ambos sentidos un árbol de levas hidráulico regulable en 42° con accionamiento por cadena de dos niveles, tecnología de inyección directa TFSI, así como tirantes de sujeción de acero, que se descubren a través de la cabeza del cilindro y el cárter, en conjunto con el turbo de extraordinarias dimensiones, que permiten estar disponibles a las unidades de potencia para un peso relativamente bajo y un par máximo de 450 N·m (332 lb·pie) en el campo de las 1600 a las 5300 rpm ininterrumpidamente.
El cupé acelera con una transmisión manual de seis velocidades de 0 a 100 km/h (0 a 62 mph) en 4.6 segundos; y para el roadster en 4.7 segundos. Hasta 200 km/h (124 mph) en 15.9 segundos en el cupé y para el roadster en 16.9 segundos. Desde septiembre de 2010 estuvo disponible además de la manual de seis velocidades o una de doble embrague S tronic de siete velocidades. Con esta el acelera a través de los tiempos de cambio óptimos sin interrupciones de la fuerza de tracción de 0 a 100 km/h (0 a 62 mph) en 4.3 segundos en el cupé y en 4.4 segundos para el roadster.
Destaca además de las demás variantes de su serie por la parrilla con las rejillas en forma de rombo negro brillante y las defensas con entradas de aire agrandadas en el eje delantero, un sistema de frenado de alto nivel con unión de discos de 370 mm (14,6 pulgadas) en el eje delantero y trasero a través de un conjunto de difusores y un spoiler trasero fijo. El sistema de escape es de doble flujo y está realizado con dos escapes ovalados grandes. Adicionalmente, se equipan los sistemas de escape con tapas conmutables. Por medio de la tecla Sport en la consola central, se pueden modificar y configurarse las características del sistema de escape.
Referente al sistema de información de manejo adicionalmente están disponibles datos sobre presión de alimentación, temperatura del aceite y tiempo por vuelta; mientras que bajo petición estuvieron disponibles asientos envolventes.
El límite de velocidad viene limitado electrónicamente de serie a 250 km/h (155 mph), aunque se pudo modificar en la fábrica hasta 280 km/h (174 mph) con un costo adicional. La potencia se lleva las cuatro ruedas por medio de un embrague Haldex tomado del Golf.

### Premios otorgados
La segunda generación ha sido honrada con muchos premios, incluyendo el Drive Car of the Year de Top Gear en la categoría Coupé of the Year 2006, el Car of the Year 2006 de Fifth Gear, y Diseño del Año del Automóvil Mundial de 2007, además de ser finalista para el Automóvil Mundial del Año. Adicionalmente, una versión preparada por HPA fue el ganador del premio Gran Turismo del SEMA Show en 2007. También fue el mejor cupé del año durante seis años consecutivos desde 2007 de What Car?
Un estudio de iSeeCars de 2019 lo nombró el auto deportivo de mayor duración y más capaz de superar las 150 000 millas (241 400 km).

### Motorizaciones
| Tipo de combustible                   | Gasolina                                          | Gasolina                                          | Gasolina                                          | Gasolina                                          | Gasolina                                          | Gasolina                                          | Gasolina                                           | Diésel                                            |
| Versión                               | 1.8 TFSI                                          | 2.0 TFSI                                          | 2.0 TFSI                                          | 2.0 TFSI (TTS)                                    | 2.5 TFSI (TT RS)                                  | 2.5 TFSI (TT RS Plus)                             | 3.2                                                | 2.0 TDI                                           |
| ------------------------------------- | ------------------------------------------------- | ------------------------------------------------- | ------------------------------------------------- | ------------------------------------------------- | ------------------------------------------------- | ------------------------------------------------- | -------------------------------------------------- | ------------------------------------------------- |
| Código de motor                       | CDAA                                              | BWA, BPY, CCZA                                    | CESA, CETA                                        | CDLB                                              | CEPA                                              | CEPB                                              | BUB                                                | CBBB, CFGB                                        |
| Tipo de motor                         | 4 cilindros en línea                              | 4 cilindros en línea                              | 4 cilindros en línea                              | 4 cilindros en línea                              | 5 cilindros en línea                              | 5 cilindros en línea                              | VR6                                                | 4 cilindros en línea                              |
| Distribución                          | DOHC 16V                                          | DOHC 16V                                          | DOHC 16V                                          | DOHC 16V                                          | DOHC 20V                                          | DOHC 20V                                          | DOHC 24V                                           | DOHC 16V                                          |
| Alimentación                          | Inyección directa, turbo                          | Inyección directa, turbo                          | Inyección directa, turbo                          | Inyección directa, turbo                          | Inyección directa, turbo                          | Inyección directa, turbo                          | Inyección directa, naturalmente aspirado           | Inyección directa Common-rail, turbodiésel        |
| Diámetro x carrera                    | 82,5 x 84,1 mm (3,25 x 3,31 pulgadas)             | 82,5 x 92,8 mm (3,25 x 3,65 pulgadas)             | 82,5 x 92,8 mm (3,25 x 3,65 pulgadas)             | 82,5 x 92,8 mm (3,25 x 3,65 pulgadas)             | 82,5 x 92,8 mm (3,25 x 3,65 pulgadas)             | 82,5 x 92,8 mm (3,25 x 3,65 pulgadas)             | 84 x 95,9 mm (3,31 x 3,78 pulgadas)                | 81 x 95,5 mm (3,19 x 3,76 pulgadas)               |
| Cilindrada                            | 1798 cm³ (1,8 L; 109,7 plg³)                      | 1984 cm³ (2 L; 121,1 plg³)                        | 1984 cm³ (2 L; 121,1 plg³)                        | 1984 cm³ (2 L; 121,1 plg³)                        | 2480 cm³ (2,5 L; 151,3 plg³)                      | 2480 cm³ (2,5 L; 151,3 plg³)                      | 3189 cm³ (3,2 L; 194,6 plg³)                       | 1968 cm³ (2 L; 120,1 plg³)                        |
| Relación de compresión                | 9.6: 1                                            | 10.5: 1                                           | 9.6: 1                                            | 9.8: 1                                            | 10.0: 1                                           | 10.0: 1                                           | 11.3: 1                                            | 16.5: 1                                           |
| Potencia máxima                       | 160 CV (158 HP; 118 kW) @ 4500-6200 rpm           | 200 CV (197 HP; 147 kW) @ 5100-6000 rpm           | 211 CV (208 HP; 155 kW) @ 4300-6000 rpm           | 272 CV (268 HP; 200 kW) @ 6000 rpm                | 340 CV (335 HP; 250 kW) @ 5400-6500 rpm           | 360 CV (355 HP; 265 kW) @ 5500-6700 rpm           | 250 CV (247 HP; 184 kW) @ 6300 rpm                 | 170 CV (168 HP; 125 kW) @ 4200 rpm                |
| Par máximo                            | 250 N·m (184 lb·pie) @ 1500-4500 rpm              | 280 N·m (207 lb·pie) @ 1800-5000 rpm              | 350 N·m (258 lb·pie) @ 1600-4200 rpm              | 350 N·m (258 lb·pie) @ 2500-5000 rpm              | 450 N·m (332 lb·pie) @ 1600-5300 rpm              | 465 N·m (343 lb·pie) @ 1650-5400 rpm              | 320 N·m (236 lb·pie) @ 2500-3000 rpm               | 350 N·m (258 lb·pie) @ 1750-2500 rpm              |
| Peso                                  | 1315 a 1395 kg (2899 a 3075 libras)               | 1335 a 1480 kg (2943 a 3263 libras)               | 1355 a 1500 kg (2987 a 3307 libras)               | 1470 a 1570 kg (3241 a 3461 libras)               | 1525 a 1610 kg (3362 a 3549 libras)               | 1525 a 1610 kg (3362 a 3549 libras)               | 1485 a 1565 kg (3274 a 3450 libras)                | 1445 a 1535 kg (3186 a 3384 libras)               |
| Aceleración 0 a 100 km/h (0 a 62 mph) | 7.2-7.5 segundos                                  | 6.2-6.7 segundos                                  | 5.7-6.3 segundos                                  | 5.2-5.7 segundos                                  | 4.3-4.7 segundos                                  | 4.1-4.4 segundos                                  | 5.7-6.1 segundos                                   | 7.5-7.8 segundos                                  |
| Velocidad máxima                      | 223 a 226 km/h (139 a 140 mph)                    | 235 a 240 km/h (146 a 149 mph)                    | 240 a 245 km/h (149 a 152 mph)                    | 250 km/h (155 mph)                                | 250 km/h (155 mph)                                | 280 km/h (174 mph)                                | 250 km/h (155 mph)                                 | 222 a 226 km/h (138 a 140 mph)                    |
| Consumo combinado                     | 6,4 a 6,9 L/100 km (16 a 14 km/L) (37 a 34 mpgAm) | 7,7 a 7,8 L/100 km (13 a 13 km/L) (31 a 30 mpgAm) | 6,6 a 7,4 L/100 km (15 a 14 km/L) (36 a 32 mpgAm) | 7,7 a 8,3 L/100 km (13 a 12 km/L) (31 a 28 mpgAm) | 8,5 a 9,5 L/100 km (12 a 11 km/L) (28 a 25 mpgAm) | 8,5 a 9,1 L/100 km (12 a 11 km/L) (28 a 26 mpgAm) | 9,4 a 10,4 L/100 km (11 a 10 km/L) (25 a 23 mpgAm) | 5,3 a 5,6 L/100 km (19 a 18 km/L) (44 a 42 mpgAm) |

## Tercera generación (2014-2023)

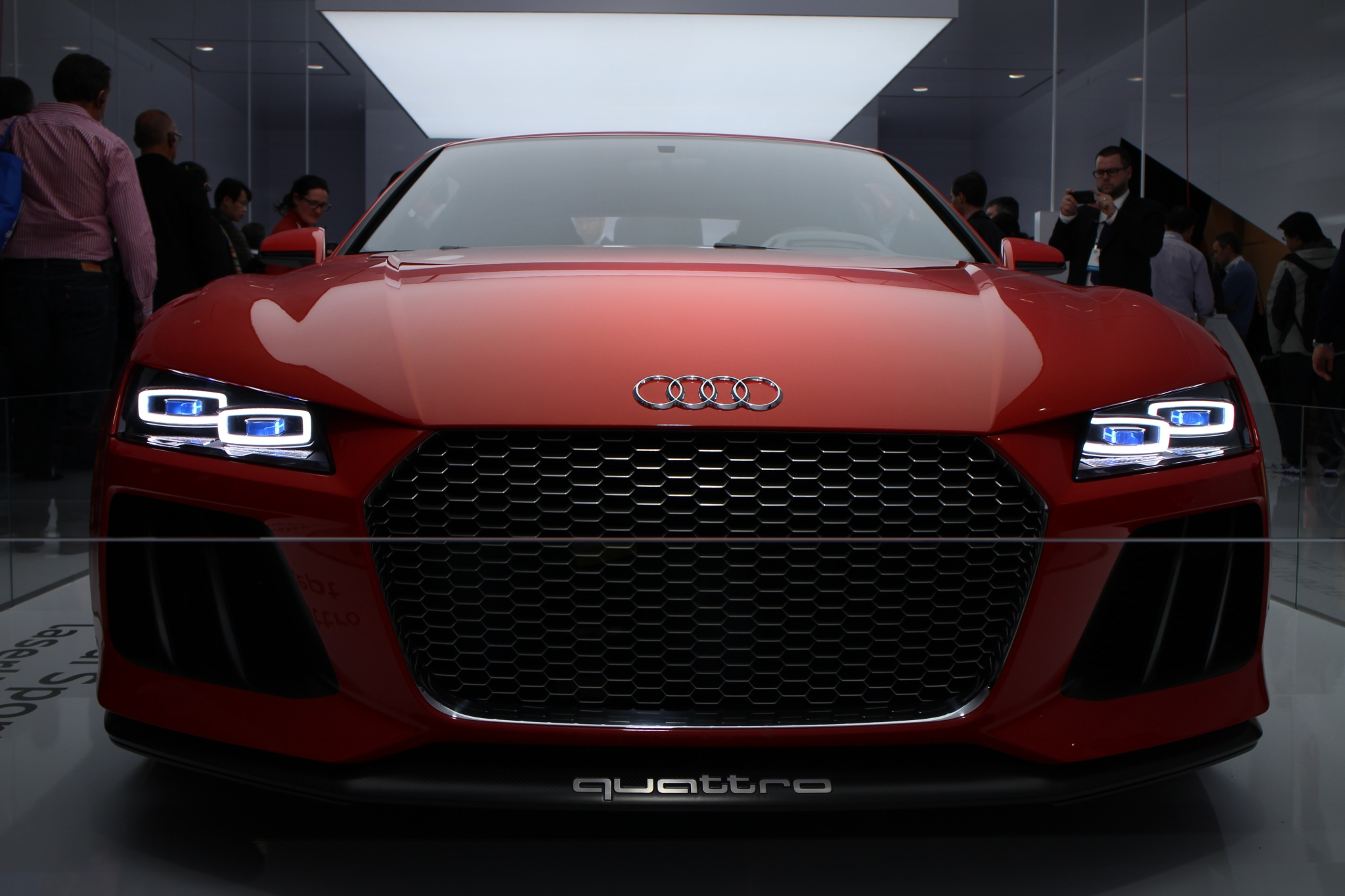
Audi Quattro Concept en el CES de 2014

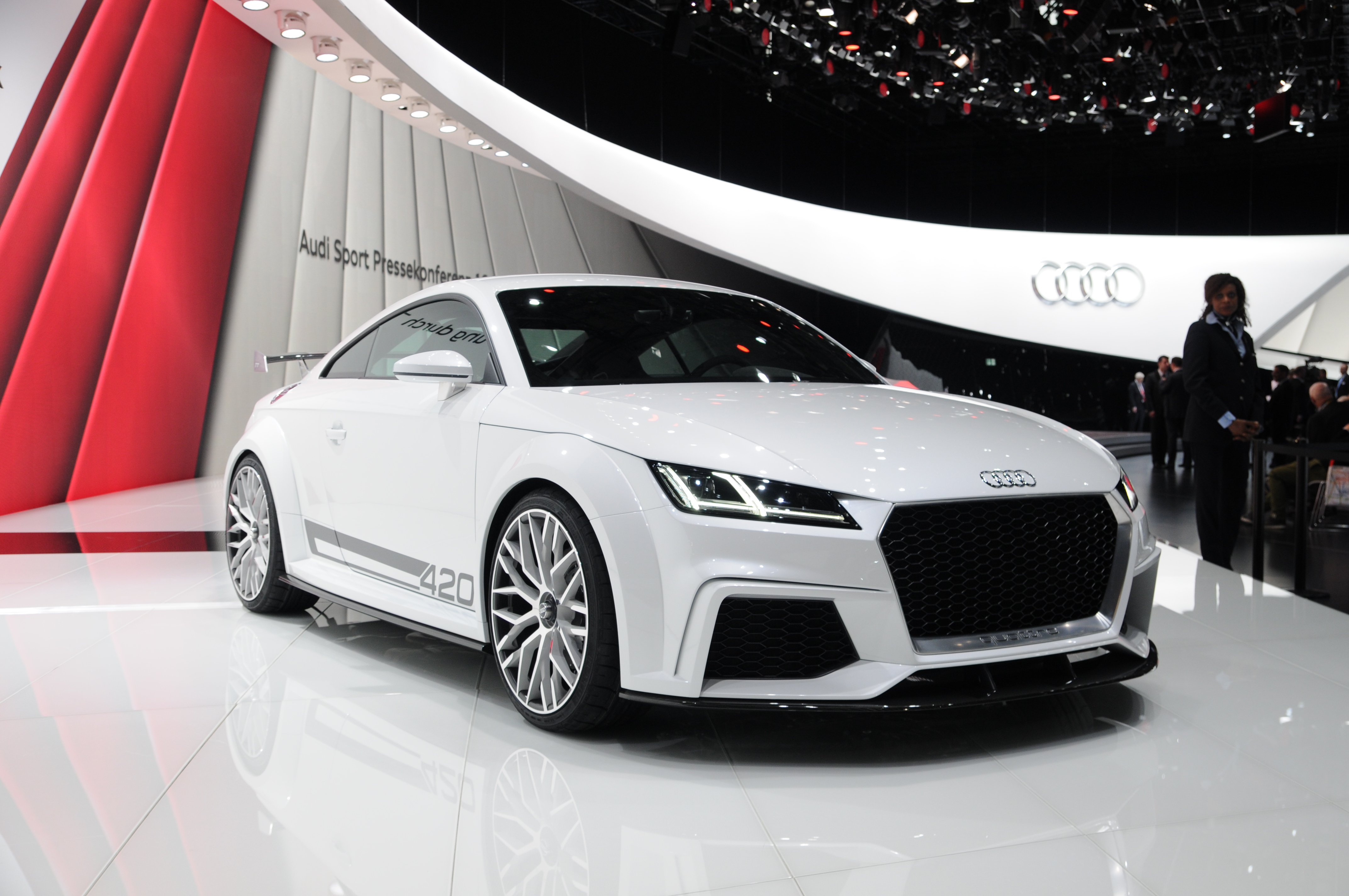
En el Salón del Automóvil de Ginebra de 2014

El FV/8S era la tercera generación del Audi TT, que se fabricaba como cupé y descapotable entra 2014 y 2023. En 2018 presentó un rediseño. A pesar de los avances en materia tecnológica, de innovación y deportivismo, esta generación mantiene detalles de sus predecesoras, como es el caso de la tapa del tanque de combustible, redonda y con el logotipo TT.
El 3 de marzo de 2014 se presentó formalmente la tercera generación en el Salón del Automóvil de Ginebra, inicialmente como versión cupé. y posteriormente como descapotable.
La tracción integral Quattro y la transmisión de doble embrague de siete velocidades son estándar en ambos modelos a partir del rediseño; ya no se ofrece la opción manual. Se decidió evitar una distribución del tablero tradicional con este modelo, desechando el esperado display de infoentretenimiento por encima del tablero y moviendo toda la navegación del coche, controles de audio y configuración a un panel de instrumentos digital que denominó virtual cockpit. Los controles de la climatización están integrados en las ventilas de aire redondas que sobresalen del tablero. El resultado es un interior limpio y con cierto minimalismo que está más enfocado al piloto.
El elemento interior llamado virtual cockpit de la tercera generación se presentó ya en enero de 2014 en el Consumer Electronics Show (CES) en Las Vegas. En el Salón del Automóvil de Pekín de 2016 se presentó formalmente el TTRS.
El interior es notable por su diseño HVAC que presenta controles de temperatura y flujo de aire que están integrados en las ventilas de aire mismas, mejorando así la ergonomía.

### Diseño

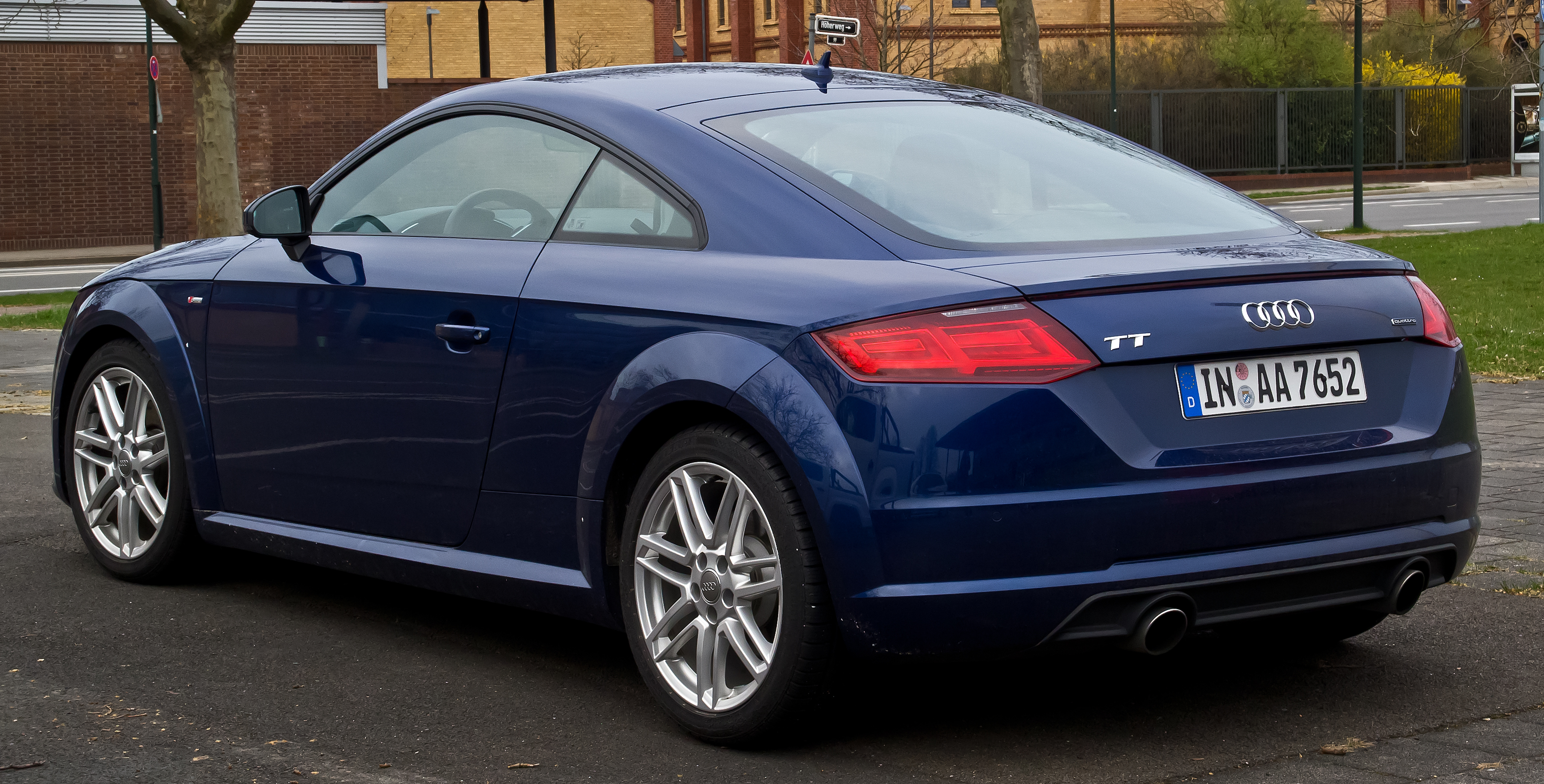
Vista lateral-trasera

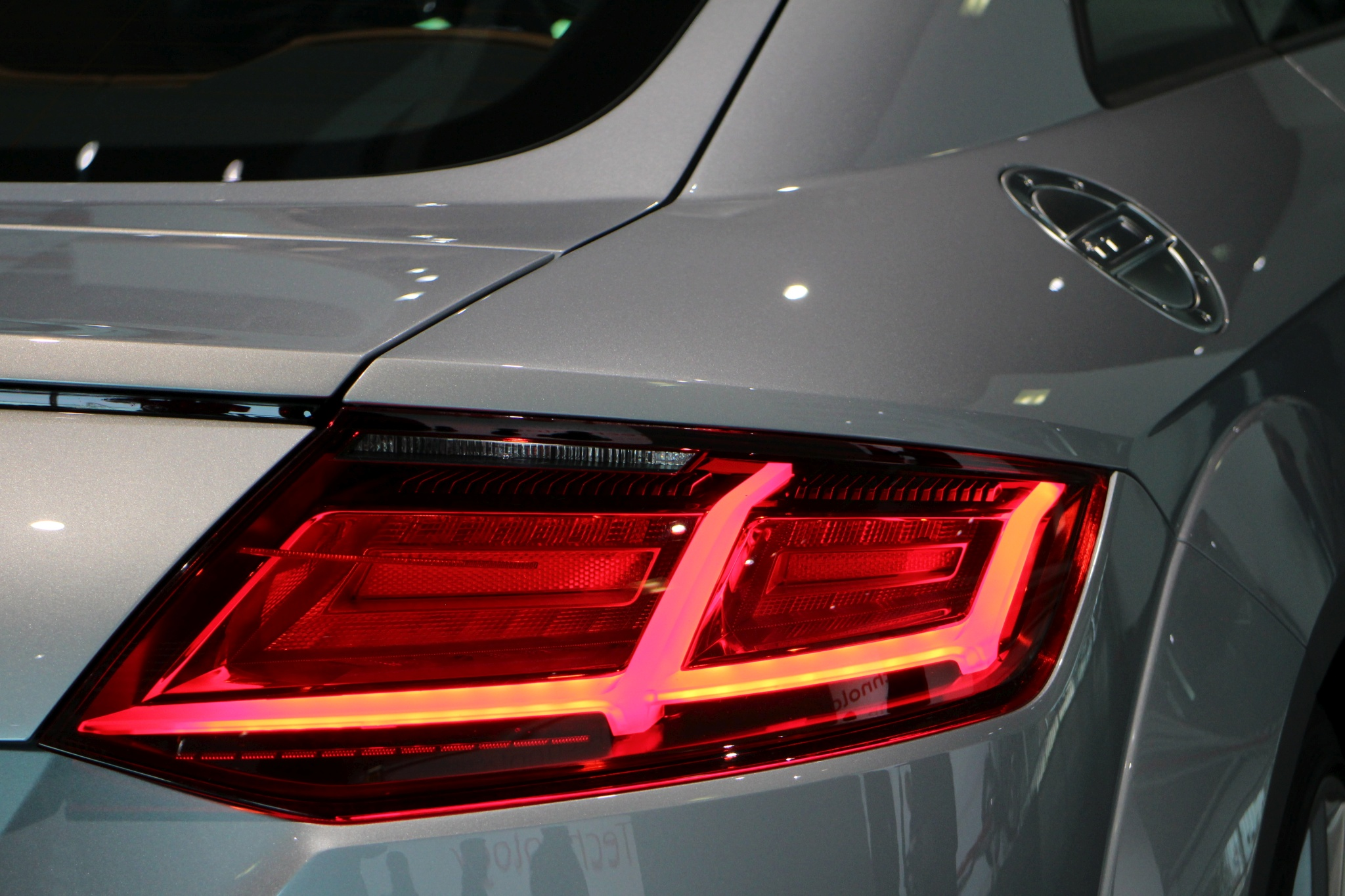
Calavera led en 2014

El exterior del vehículo no recibió cambios fundamentales respecto a su antecesor, aunque el techo redondo se conservó. Algunos elementos como los faros y la parrilla más ancha se diseñaron más angulosamente. Atrás se integró la tercera luz de freno debajo del spoiler trasero extensible sobre el ancho completo de la cajuela entre las luces traseras. El diseño se orientó en algunos detalles como los de la primera generación. Ejemplos de ello son el tapón de combustible especial y los sistemas de escape con dos escapes redondos en una posición central. Esta generación se basa en el bloque de construcción transversal modular, que también utiliza el Audi A3 8V. Sus dimensiones se cambiaron solamente de manera insignificante, en parte de hecho se redujeron un poco. A través de varias medidas se puede reducir el peso unos 50 kg (110 libras) con respecto a su antecesor. De serie se entrega el TT con faros xenón, de manera opcional hay faros led o Matrix-led. Los últimos tienen doce diodos emisores de luz independientes que ajustan la luz generada de los faros de manera continua y se oscurecen ligeramente con el tráfico en circulación contraria. Las luces traseras son de tecnología led en todos los casos y tienen por primera vez un circuito de luz diurna. Adicionalmente hay en combinación con cualquiera de los dos sistemas led direccionales dinámicas, que se ubican respectivamente en la zona de las direccionales de cada conjunto led.

### Tecnología

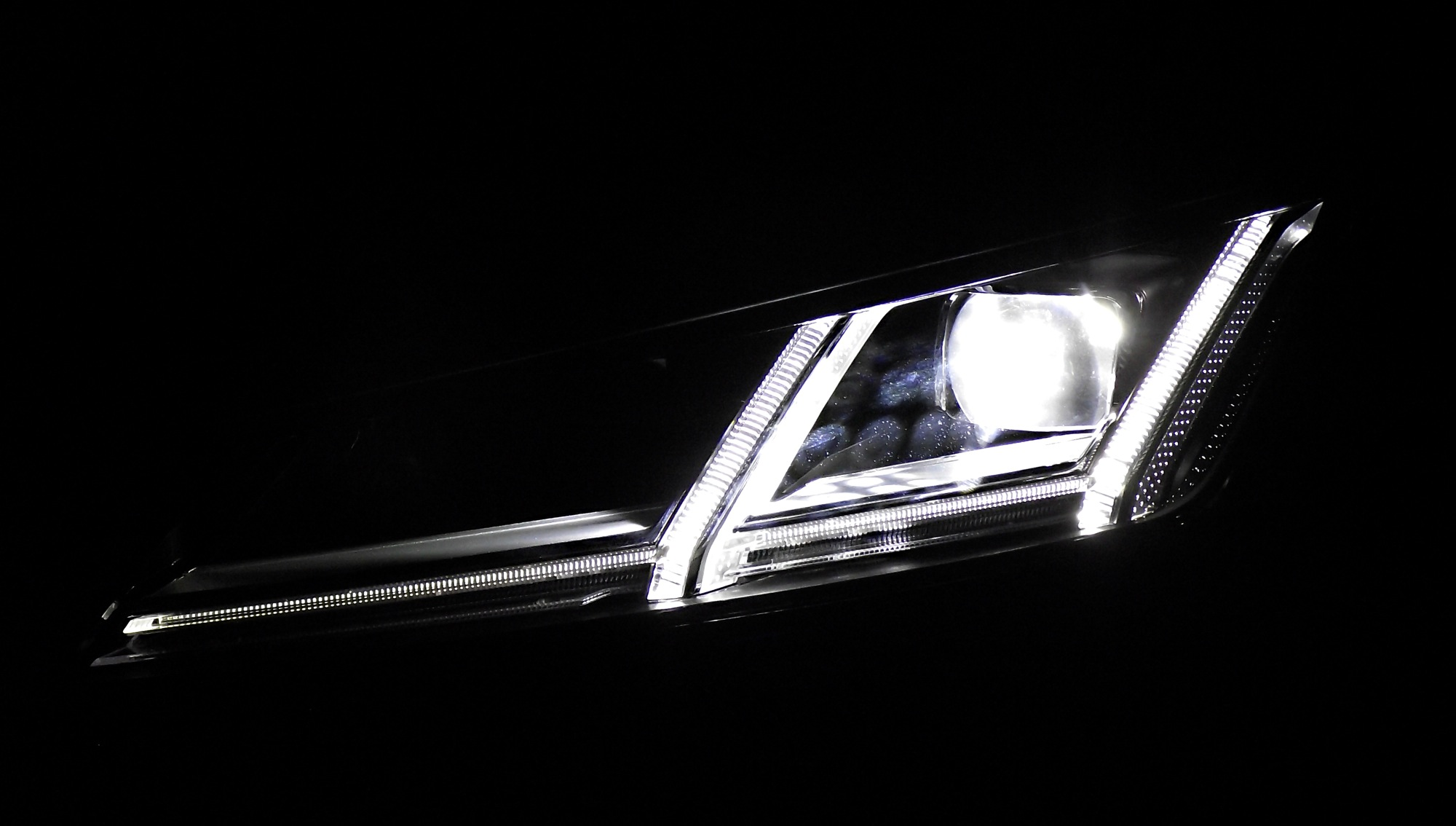
Faros Matrix-led

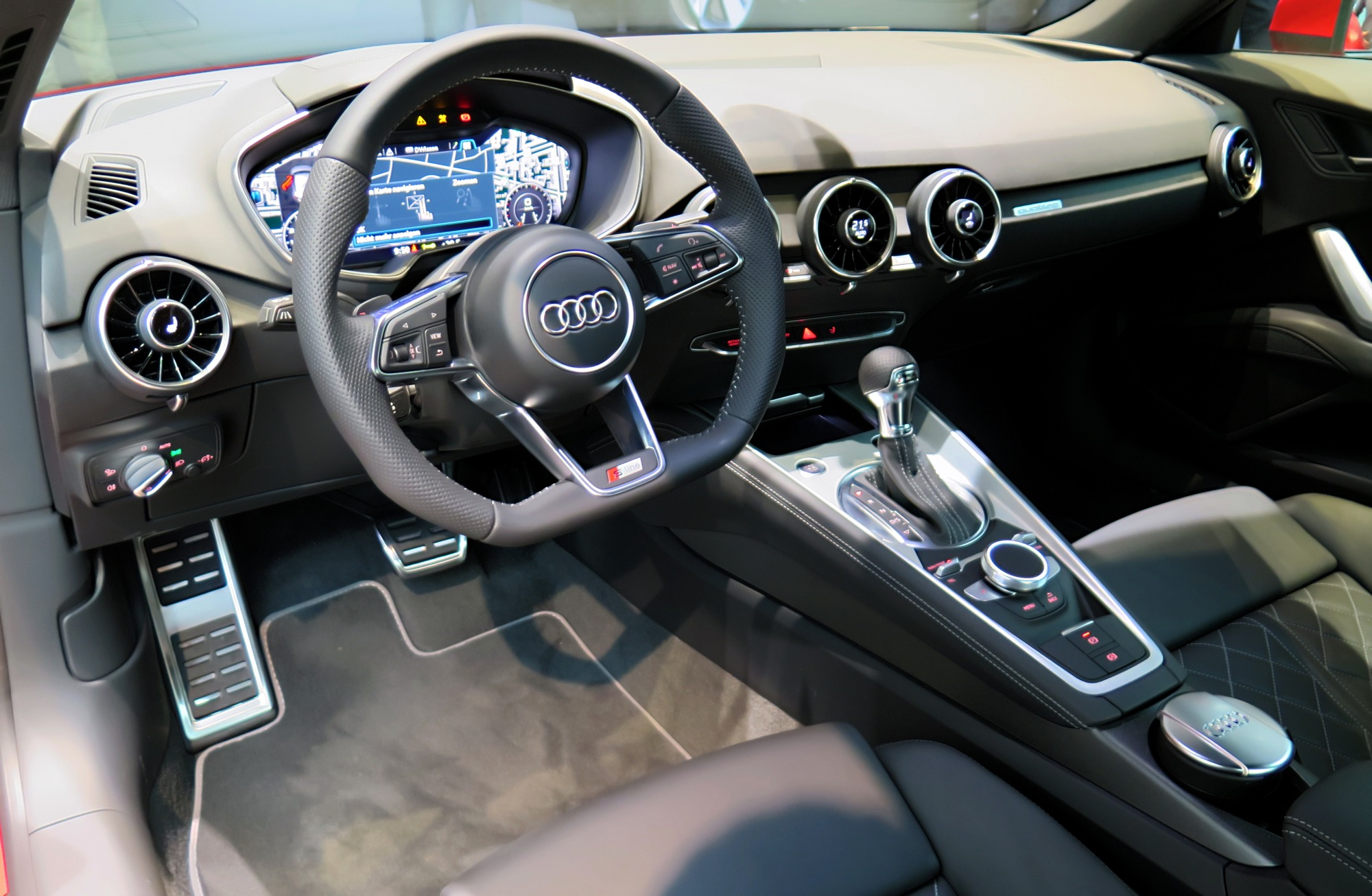
Interior virtual del Coupé 2.0 TFSI Quattro S-tronic de 2014

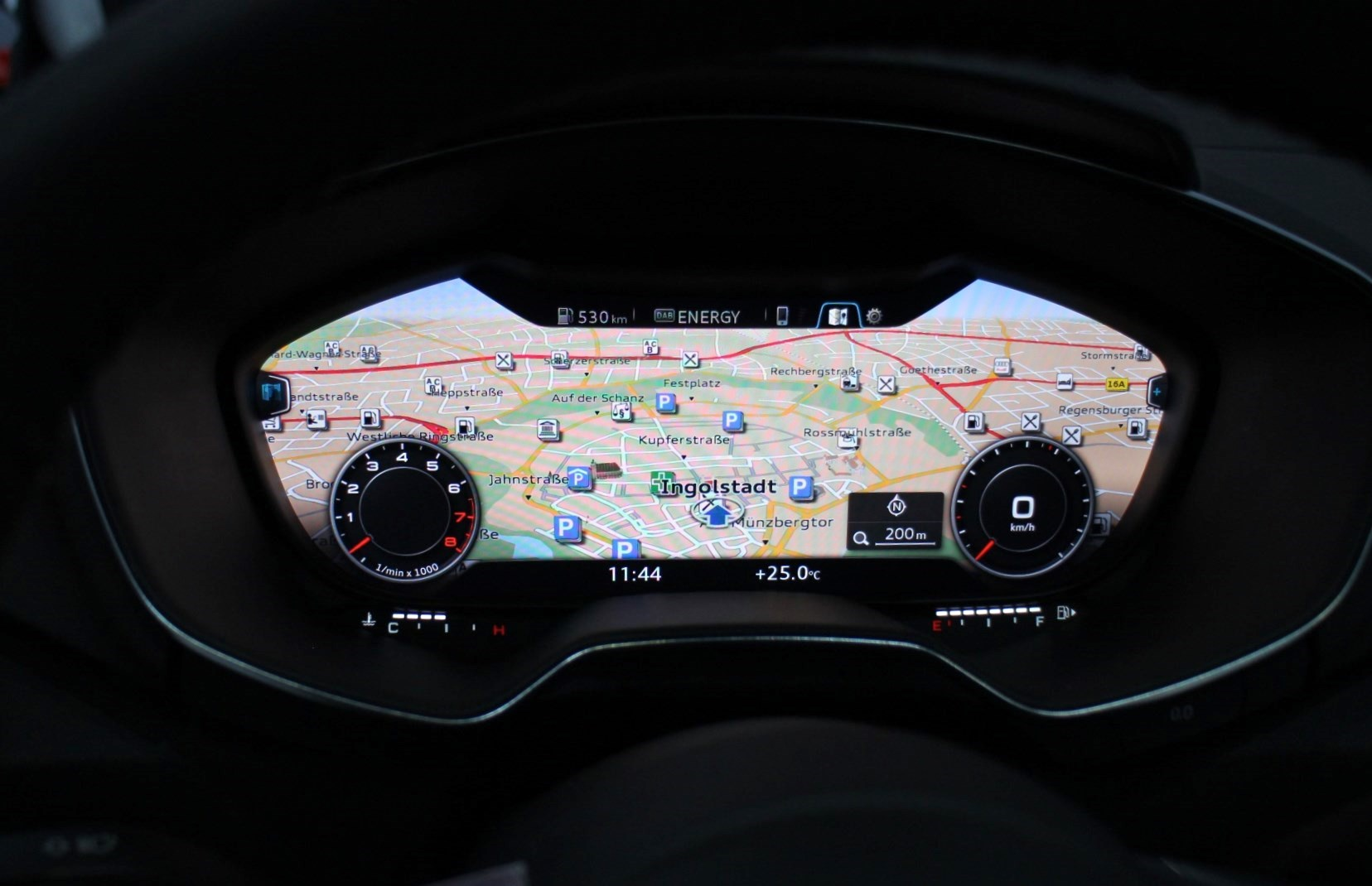
Display del virtual cockpit en el CES de 2014

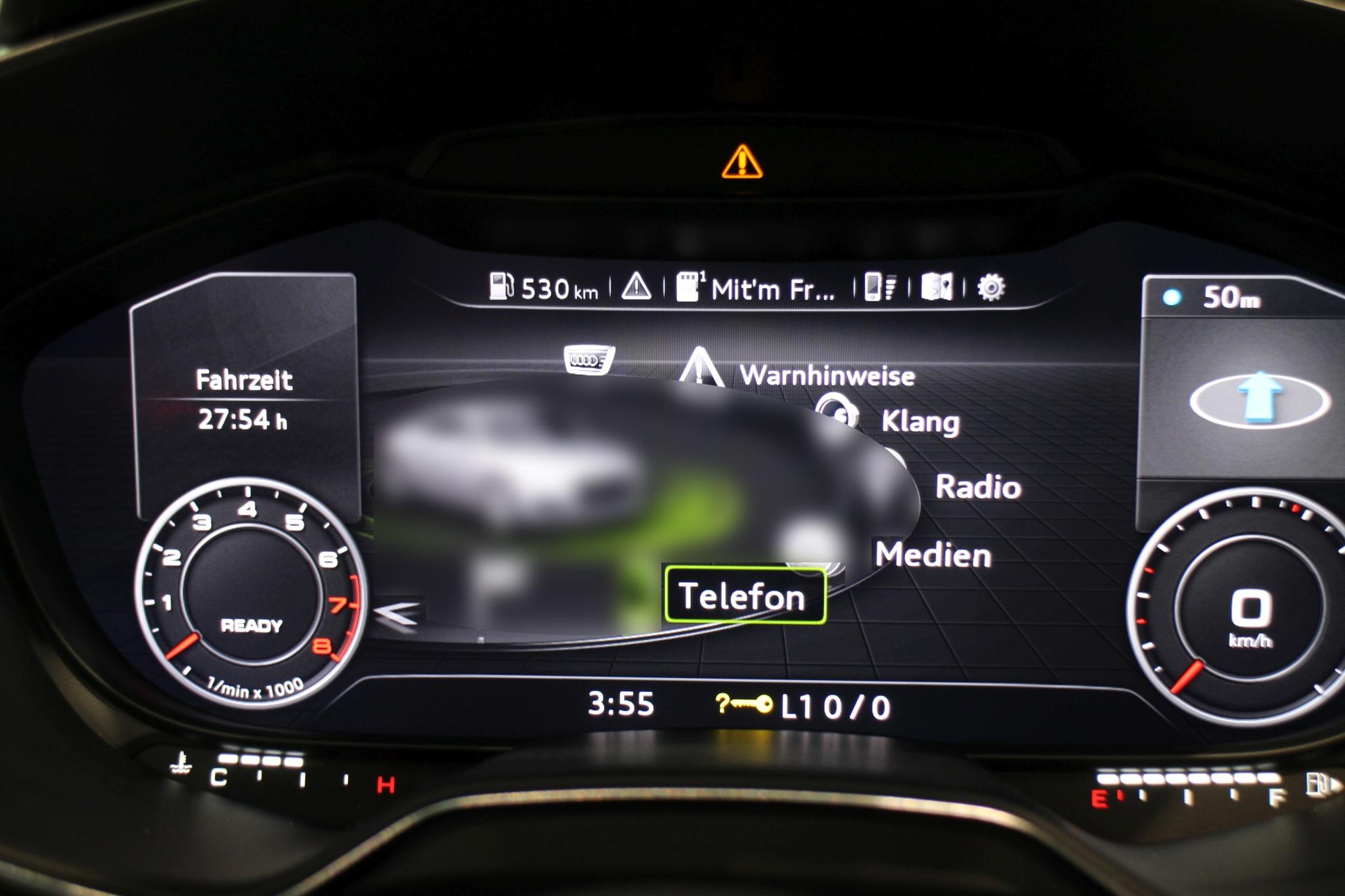
Menú del MMI de 2014

Las novedades en el interior incluyen sobre todo el sistema de infoentretenimiento; es así que ya no hay un display de radio o navegación clásico en la consola central, sino un display de 12,3 pulgadas (31,2 cm) que se encuentran en lugar del panel de instrumentos. Permite dos distintas visualizaciones, la distribución normal con tacómetro o una visualización con pequeños instrumentos redondos y un área más grande para la configuración multimedia o el mapa de navegación. También hay una tercera visualización con un tacómetro central más grande. El manejo del sistema se realiza o a través del volante multifunciones, de la nueva perilla del Audi MMI en la consola central o del control a voz actualizado. Este último reconoce también oraciones habladas libremente sin especificaciones concretas. De manera opcional la perilla del MMI equipa un panel táctil con reconocimiento de escritura. Trabaja con un procesador Tegra 3.
El manejo del control del climatizador está alojado en las tres ventilas redondas centrales. Con el control automático del clima se representan los varios modos y temperaturas en las pequeñas pantallas de las ventilas de aire. También dispone de asientos deportivos integrados con cabeceras o de manera opcional con asientos deportivos "S" con ajuste neumático en los laterales de los asientos. La cajuela del cupé se agrandó en 13 litros (0,5 pies cúbicos) hasta los 305 litros (10,8 ft³), mientras que los asientos traseros se pliegan de manera conjunta.
El equipamiento opcional que se menciona a continuación está disponible por primera vez en comparación con su antecesor:
- Rines de aluminio de hasta 20 pulgadas (50,8 cm).
- Llave de confort (Keyless-Go).
- Conexión a Internet Long Term Evolution.
- Hotspot WLAN.
- Audi phone box con conexión exterior de antena para teléfonos móviles.
- Sistema de sonido Bang & Olufsen.

Otra novedad es el sistema drive select con el cual se pueden seleccionar varias configuraciones para el vehículo, por ejemplo: para afectar la deportividad, el confort o la eficiencia. Se impacta la delicadeza del pedal de aceleración, la dirección, el control de clima, el sistema magnetic ride, la transmisión S-tronic y el sonido del motor. Por primera vez también se modifica la tracción integral Quattro a través del drive select, en función de la situación de manejo haciéndola más intensa en la parte trasera o quizá incluso desactivándola intermitentemente, además de poder utilizar solamente con la tracción delantera. Algunas otras novedades técnicas son el freno de mano electromecánico y el control de estabilidad desconectable de dos niveles. La actual dirección electromecánica permite la integración que no era posible antes de los sistemas de asistencia como el asistente de estacionamiento y el sistema activo de advertencia de abandono de carril. Adicionalmente hay reconocimiento de señales de tráfico así como un monitor de punto ciego.

### Rediseño
En el verano de 2018 Audi presentó un rediseño, también llamada actualización de producto, en alemán: Produktaufwertung, al interior del Grupo Volkswagen del TT y del TTS.
|                                                                     |
| Roadster 45 TFSI Quattro en el Salón del Automóvil de París de 2018 |

|               |
| Vista trasera |

|                                |
| S Line 45 TFSi S-A 2.0 de 2019 |

A partir de este rediseño, el motor de cuatro cilindros de 1984 cm³ (2 L; 121,1 plg³) está disponible en tres opciones: 40 TFSI, 45 TFSI y 45 TFSI Quattro. En el caso de la primera elección, el bloque entrega 200 CV (197 HP; 147 kW) y 320 N·m (236 lb·pie) de par máximo, en tanto que las dos últimas, entrega 248 CV (245 HP; 182 kW) y 370 N·m (273 lb·pie) de par máximo. Respecto al TTS, el de 1984 cm³ (2 L; 121,1 plg³) dispone de 310 CV (306 HP; 228 kW) y 400 N·m (295 lb·pie) de par máximo.
Además, todas las versiones incluyen panel de instrumentos digital, el sistema de manejo dinámico Audi drive select, encendido automático de luces y limpiadores, aire acondicionado automático, el paquete de iluminación interior de led, espejos laterales con calefacción y el volante multifunción plus, que permite manejar el sistema de infoentretenimiento por control por voz.

### TT RS
En 2016 se anunciaron los RS cupé y roadster basados en la plataforma MQB con cinco cilindros TFSI 2480 cm³ (2,5 L; 151,3 plg³) que han sido potenciados a 400 CV (395 HP; 294 kW) y 480 N·m (354 lb·pie) de par máximo entre las 1700 y 5850 rpm. El sistema de tracción integral Quattro es la configuración predeterminada y la única opción de transmisión es una S-tronic de siete velocidades.
|                  |
| RS Coupé de 2018 |

|                                         |
| Vista trasera de un RS Roadster de 2017 |

|                                                                                       |
| TTRS con partes Audi Sport Performance en el Salón del Automóvil de Fráncfort de 2017 |

|                                                    |
| RS en el Salón del Automóvil de Nueva York de 2019 |

|               |
| Vista trasera |

### Motorizaciones
| Tipo de combustible                      | Gasolina                                                | Gasolina                                                  | Gasolina                                                  | Gasolina                                | Diésel                                                    |
| Versiones                                | 1.8 TFSI                                                | 2.0 TFSI                                                  | 2.0 TFSI (TTS)                                            | 2.5 TFSI (TT RS)                        | 2.0 TDI                                                   |
| ---------------------------------------- | ------------------------------------------------------- | --------------------------------------------------------- | --------------------------------------------------------- | --------------------------------------- | --------------------------------------------------------- |
| Código del motor                         | CJSA                                                    | CHHC                                                      | CJXG                                                      | DAZA                                    | CUNA                                                      |
| Tipo de motor                            | 4 cilindros en línea                                    | 4 cilindros en línea                                      | 4 cilindros en línea                                      | 5 cilindros en línea                    | 4 cilindros en línea                                      |
| Distribución                             | DOHC 16V                                                | DOHC 16V                                                  | DOHC 16V                                                  | DOHC 20V                                | DOHC 16V                                                  |
| Alimentación                             | Inyección directa turbo                                 | Inyección directa turbo                                   | Inyección directa turbo                                   | Inyección directa turbo                 | Inyección directa con common-rail, turbodiésel            |
| Diámetro x carrera                       | 82,5 x 84,1 mm (3,25 x 3,31 pulgadas)                   | 82,5 x 92,8 mm (3,25 x 3,65 pulgadas)                     | 82,5 x 92,8 mm (3,25 x 3,65 pulgadas)                     | 82,5 x 92,8 mm (3,25 x 3,65 pulgadas)   | 81 x 95,5 mm (3,19 x 3,76 pulgadas)                       |
| Cilindrada                               | 1798 cm³ (1,8 L; 109,7 plg³)                            | 1984 cm³ (2 L; 121,1 plg³)                                | 1984 cm³ (2 L; 121,1 plg³)                                | 2480 cm³ (2,5 L; 151,3 plg³)            | 1968 cm³ (2 L; 120,1 plg³)                                |
| Relación de compresión                   | 9.6: 1                                                  | 9.3: 1                                                    | 9.3: 1                                                    | 10.0: 1                                 | 15.8: 1                                                   |
| Potencia máxima                          | 180 CV (178 HP; 132 kW) @ 5100-6200 rpm                 | 230 CV (227 HP; 169 kW) @ 4500-6200 rpm                   | 310 CV (306 HP; 228 kW) @ 5800-6200 rpm                   | 400 CV (395 HP; 294 kW) @ 5850-7000 rpm | 184 CV (181 HP; 135 kW) @ 3500-4000 rpm                   |
| Par máximo                               | 250 N·m (184 lb·pie) @ 1250-5000 rpm                    | 370 N·m (273 lb·pie) @ 1600-4300 rpm                      | 380 N·m (280 lb·pie) @ 1800-5700 rpm                      | 480 N·m (354 lb·pie) @ 1700-5850 rpm    | 380 N·m (280 lb·pie) @ 1750-3250 rpm                      |
| Peso                                     | 1285 a 1395 kg (2833 a 3075 libras)                     | 1305 a 1500 kg (2877 a 3307 libras)                       | 1440 a 1545 kg (3175 a 3406 libras)                       | 1515 a 1605 kg (3340 a 3538 libras)     | 1340 a 1435 kg (2954 a 3164 libras)                       |
| Aceleración de 0 a 100 km/h (0 a 62 mph) | 6.7-6.9 segundos                                        | 5.0-5.3 segundos                                          | 4.2 segundos                                              | 3.7 segundos                            | 6.7-7.1 segundos                                          |
| Velocidad máxima                         | 241 km/h (150 mph)                                      | 250 km/h (155 mph)                                        | 250 km/h (155 mph)                                        | 250 km/h (155 mph)                      | 234 km/h (145 mph)                                        |
| Consumo combinado                        | 5,7 a 6 L/100 km (17,5 a 16,7 km/L) (41,3 a 39,2 mpgAm) | 5,9 a 6,6 L/100 km (16,9 a 15,2 km/L) (39,9 a 35,6 mpgAm) | 6,7 a 7,3 L/100 km (14,9 a 13,7 km/L) (35,1 a 32,2 mpgAm) | 8,2 L/100 km (12,2 km/L; 28,7 mpgAm)    | 4,6 a 5,4 L/100 km (21,7 a 18,5 km/L) (51,1 a 43,6 mpgAm) |

### Fin de producción
Se confirmó que sería descontinuado en 2023, cuya edición final se ofrecería exclusivamente para el Reino Unido y que no estaría disponible en Norteamérica.

## En competición

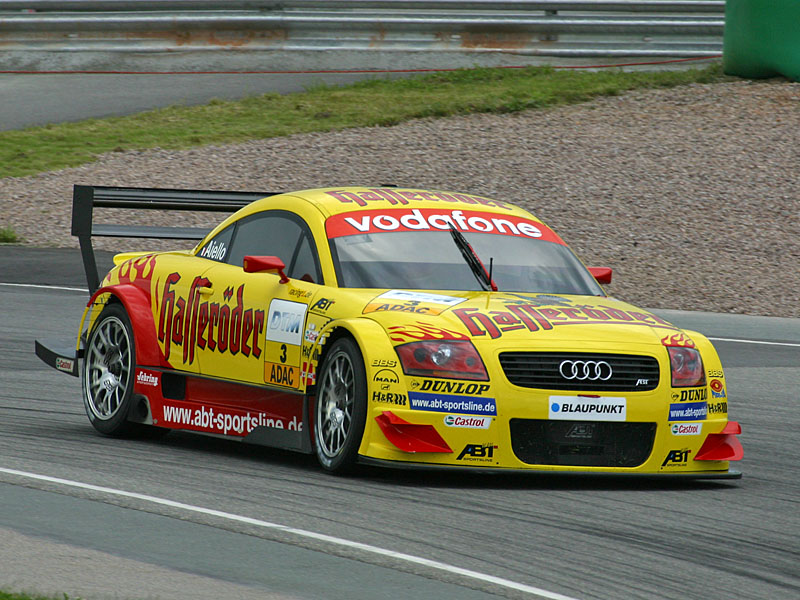
Laurent Aïello pilotando un Audi TT en el Deutsche Tourenwagen Masters en 2002.

El tuneador Abt Sportsline de Kempten utilizó durante 4 años los modelos Audi-TTR-DTM. En 2002 Laurent Aïello ganó el título de piloto. Después del ingreso a la fábrica en 2004, se desprende el A4 DTM del TTR-DTM.

## Prototipos
|                                                              |
| Sportback Concept en el Salón del Automóvil de París de 2014 |

|               |
| Vista trasera |

|                 |
| Offroad Concept |